# Mantello del cane

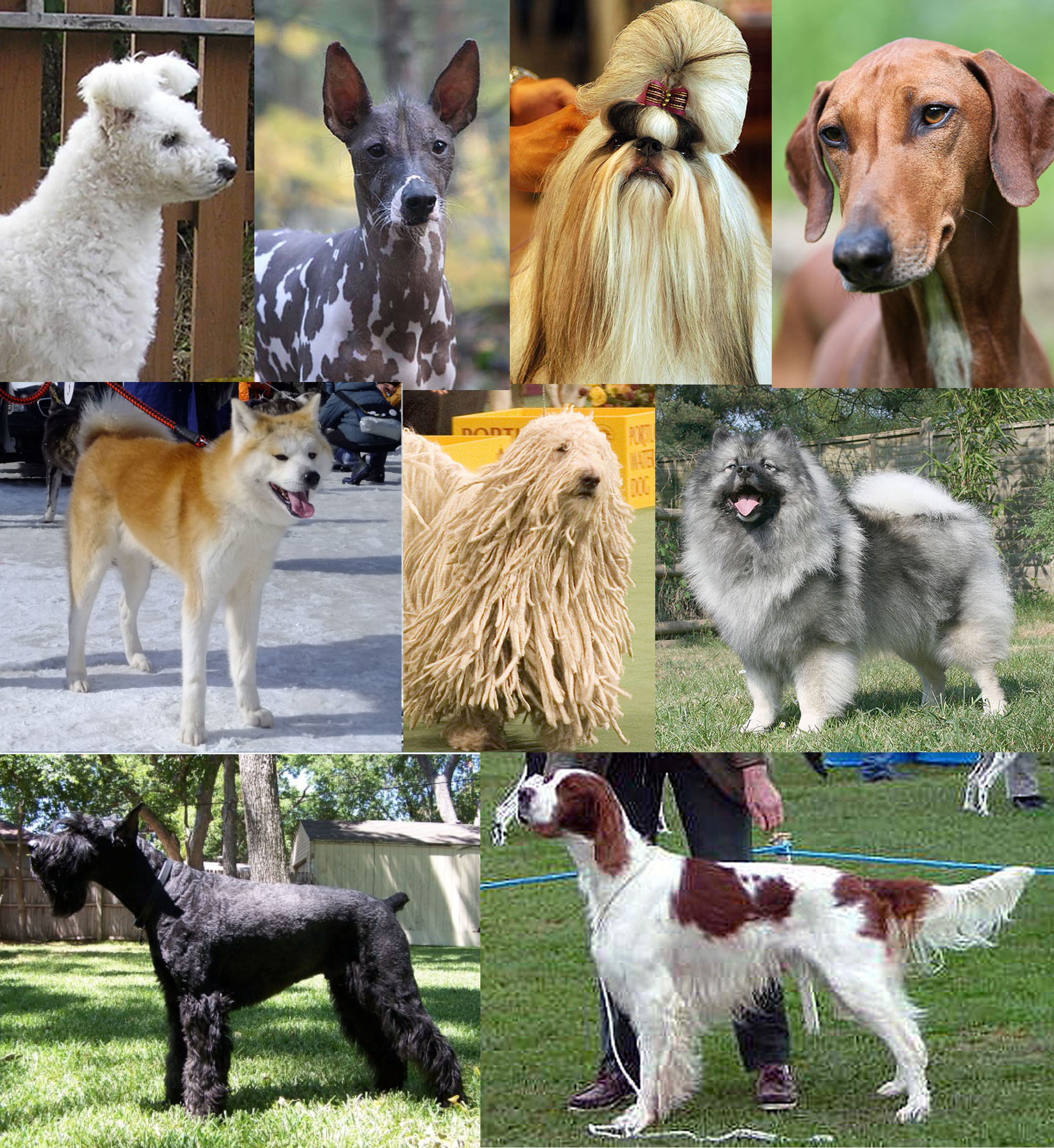
Tipi diversi di mantello del cane

Il mantello del cane domestico si riferisce al pelo che ricopre il suo corpo. I cani dimostrano una vasta gamma di colori, motivi, trame e lunghezze del mantello.
Come con altri mammiferi, la pelliccia di un cane ha molti usi, tra cui la termoregolazione e la protezione da tagli o graffi. Questa caratteristica anatomica è molto attenzionata nei cani da esposizione. Infatti, gli standard di razza spesso includono una descrizione dettagliata della natura e degli attributi del mantello ideale di quella razza.
Il pelo di un cane è composto da due strati: uno strato superiore di peli di guardia rigidi che aiutano a respingere l'acqua e proteggono dallo sporco, e un sottopelo di morbida peluria, che funge da isolante. 
Si dice che i cani dotati di sottopelo e sovrapelo abbiano un doppio pelo. I cani con un mantello unico hanno un mantello composto esclusivamente da peli di guardia, con poco o nessun sottopelo lanuginoso.
I termini pelliccia e pelo sono spesso usati in modo intercambiabile quando descrivono il mantello di un cane, tuttavia, in generale, un doppio mantello, come quello dei Terranova e della maggior parte dei cani da guardia del bestiame, viene indicato come pelliccia, mentre un mantello singolo, come quello di il barboncino, è indicato come un pelo.

## Struttura del mantello del cane
Il mantello di un cane è costituito da tre tipi di pelo, la struttura del mantello dipende dalla loro presenza, quantità e forma.
- Il sottopelo (piumino) è corto, sottile, setoso, ha una forma ondulata, è costituito da strati squamosi e corticali e non ha nucleo. Forma lo strato inferiore di lana, ricoperto da altri peli e serve a ridurre il trasferimento di calore dal corpo. Nei cani adattati al freddo, il sottopelo è spesso, ben sviluppato, aderisce perfettamente a tutto il corpo del cane e non è mosso da un vento gelido. I cani di origine meridionale e tenuti in appartamento hanno un sottopelo rado e corto, e in alcune razze è assente.
- Il pelo esterno (coprente) è più lungo del sottopelo, copre densamente il sottopelo, proteggendolo dall'umidità. Il pelo esterno è costituito da tre strati: squamoso, corticale e centrale. Nei cani delle regioni calde, copre uniformemente l'intero corpo, si adatta perfettamente al corpo, rendendo il cane dal pelo liscio.
- Il pelo di guardia è il più lungo, più spesso e più resistente e copre le parti più vulnerabili del corpo del cane con un terzo strato. Il pelo esterno lungo e folto protegge il cane non solo dal freddo, ma anche dalla luce solare diretta, che può causare ustioni. In un gran numero di tegumentari il pelo è presente nel collo, dove forma una criniera, o "colletto", e mantelli sulle orecchie. Passa in una striscia lungo la parte posteriore e superiore della coda. Nei cani a pelo lungo, il mantello esterno forma "piume" sui lati posteriori degli arti anteriori e posteriori, "pantaloni" sul retro delle cosce e un "pendente" sul lato inferiore della coda. In alcune razze (il cosiddetto "brudy"), i peli tegumentari formano baffi, sopracciglia e barba sul muso.

Come è tipico dei mammiferi, il pelo del cane è costituito da un fusto e da una radice che crescono dal follicolo pilifero e si trovano nel follicolo pilifero. Nella parte inferiore, la radice del pelo è ispessita e forma un follicolo pilifero. Il follicolo pilifero contiene cellule epiteliali che, moltiplicandosi, si spostano nel midollo e nella corteccia del fusto del capello, così come nella cuticola. Nel processo di crescita dei capelli aumentano i processi di cheratinizzazione nelle cellule , nelle zone più distanti dal bulbo le cellule muoiono e si trasformano in squame cornee. I cani sono caratterizzati dalla crescita dei peli in ciuffi di 3-8 follicoli, tra cui un pelo di guardia e diversi peli. In diverse parti del corpo la densità dei capelli è diversa, generalmente decresce dalla schiena allo stomaco e in genere varia da 1000 a 9000 peli/cm 2.
Le differenze di razza nella densità del pelo riguardano principalmente il sottopelo, la quantità di pelo lanuginoso può variare dall'80% (barboncino) al 10% (whippet). Un particolare tipo di pelo sono i capelli tattili (capelli sinuosi, vibrisse), situati in piccoli ciuffi sopra gli occhi, sul labbro superiore, sulle guance e sotto la mascella inferiore.

1 Mantello dritto con sottopelo
2 Mantello liscio senza sottopelo
3 Mantello lungo
4 Mantello ondulato
5 Lana grezza o mantello a pelo duro

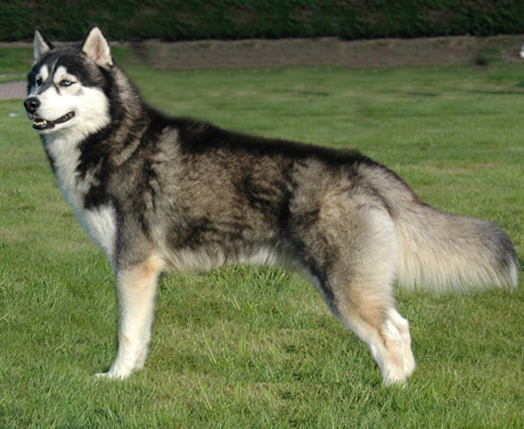
1
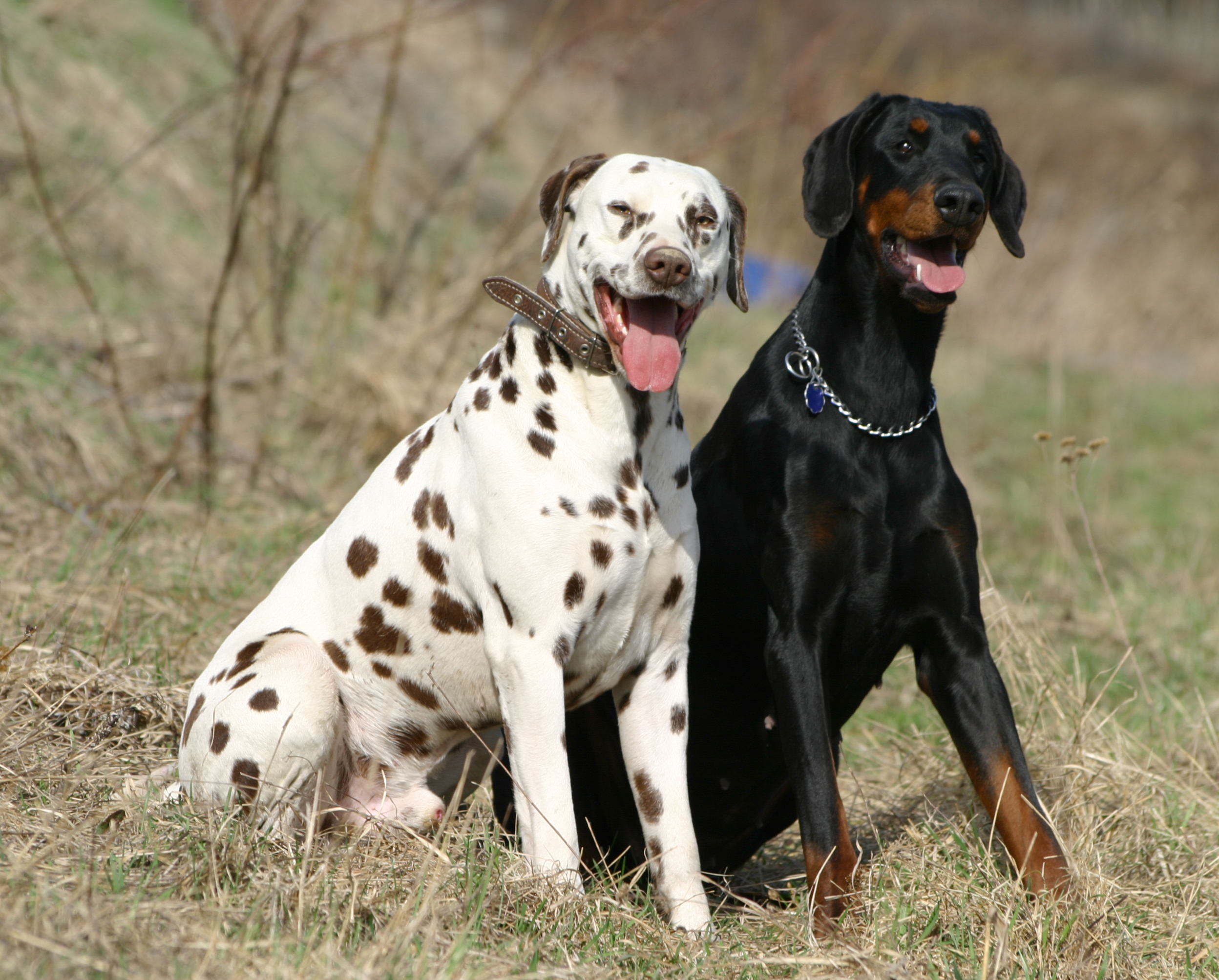
2
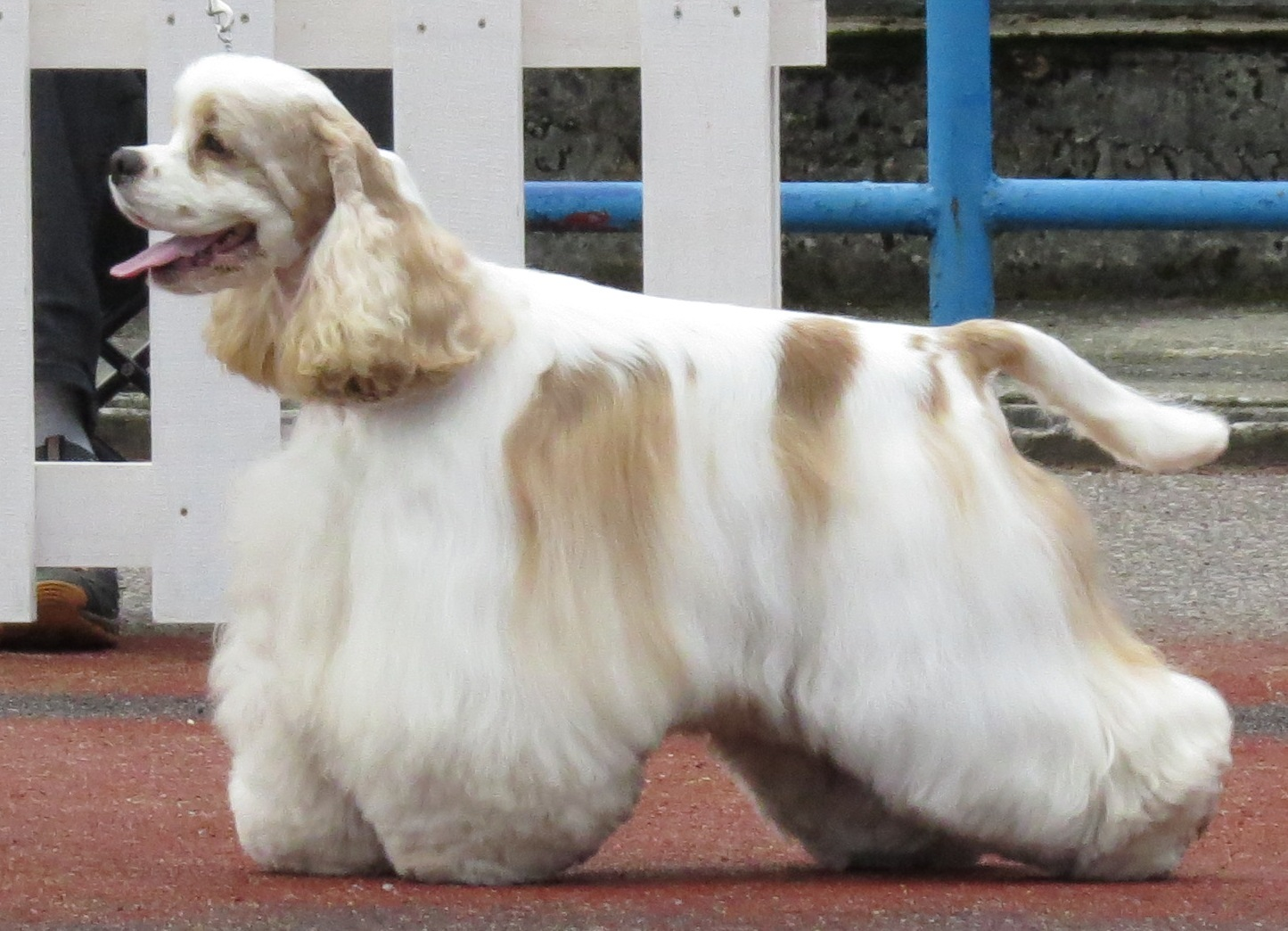
3
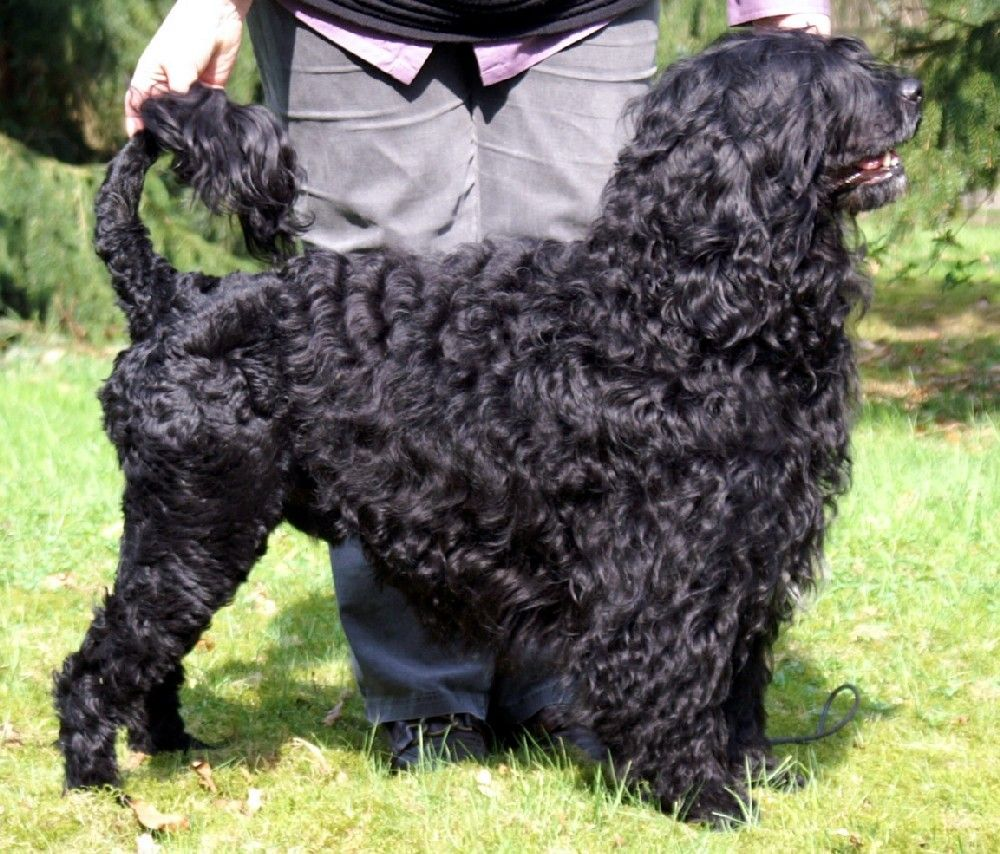
4
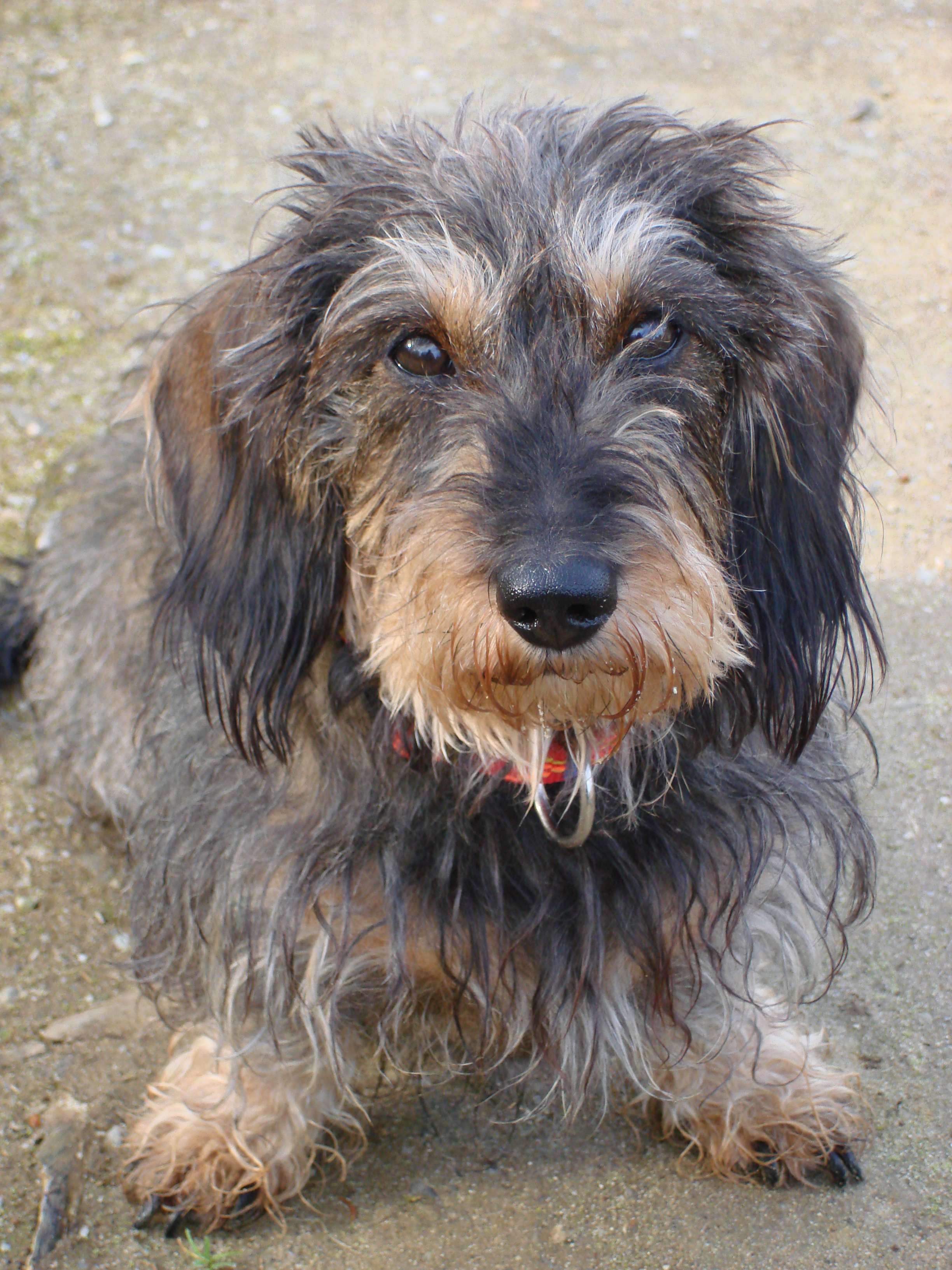
5

I peli esterni e di guardia formano un pelo denso elastico che definisce l'aspetto del cane. Le differenze nel rapporto e nella struttura delle cellule degli strati corticali e centrali del pelo portano a una varietà di mantelli nei cani, che non sono gli stessi in diverse parti del corpo. La struttura del mantello delle razze è fissata geneticamente. Una caratteristica della razza è la forma del pelo nei cani, che può essere variata:
- dritto - con una leggera curva graduale;
- curvo - con una curva ampia e liscia in una direzione;
- con una frattura - con una frattura acuta in una direzione;
- ondulato: il fusto del capello devia da un asse rettilineo in entrambe le direzioni;
- a forma di anello - arrotondato a forma di anello;
- spirale - arrotondata a forma di spirale.

Nella selezione dei cani di regola, il tipo di mantello è fissato in modo rigido, mentre i colori delle razze sono spesso diversi. Un atteggiamento più rigido nei confronti del tipo di mantello è dovuto alla funzione lavorativa del cane, il cui mantello doveva fornire la migliore protezione in specifiche condizioni di utilizzo. Pertanto, durante la formazione delle razze, il tipo di mantello era un tratto di selezione più importante del colore.

### Cani senza pelo
Alcune razze di cani hanno poca o nessuna pelliccia, queste razze sono chiamate cani senza pelo. Non soffrono di alcuna condizione che causi la caduta dei capelli, la loro calvizie è il risultato di un allevamento selettivo. 
I geni che determinano se un cane ha o meno un mantello sono legati ai geni dei denti. Di conseguenza, a un cane glabro non manca solo il pelo, ma anche molti denti.
Sebbene queste razze di cani abbiano poca o nessuna pelliccia, non sono più facili da curare rispetto alle razze di cani che hanno la pelliccia. I cani devono essere protetti dalle diverse condizioni atmosferiche mediante crema solare o indumenti per cani. La loro pelle ha bisogno di essere curata con una crema per la pelle e, proprio come gli esseri umani, anche questi animali soffrono di acne e comedoni. Inoltre, queste razze di cani si feriscono facilmente perché mancano di pelo per proteggerli da denti, artigli, ramoscelli e così via.

### Cani ridgeback
Il cane crestato o ridgeback è un tipo di cane con una cresta (ridge) di pelo orientata in senso opposto al manto del cane; questa cresta è parallela alla colonna vertebrale.
Le razze ridgeback conosciute sono:
- Phu Quoc Ridgeback vietnamita.
- Rhodesian ridgeback sudafricano
- Thai Ridgeback Dog tailandese

## Nomenclatura dei colori e dei modelli
Lo stesso colore può essere indicato in modo diverso nelle diverse razze. Allo stesso modo, uno stesso termine può significare colorazioni diverse in razze diverse.
I colori possono essere monocolore, bicolore e tricolore,
Unicolore o solido, i colori si formano quando il pigmento (eumelanina o feomelanina) è distribuito uniformemente sul corpo del cane. L'effetto di una tinta unita può essere dovuto al fisiologico schiarimento dovuto dell'età, nonché in casi estremi con macchie bianche.
I colori bicolore possono essere formati da una combinazione di un colore solido con macchie bianche. Le macchie bianche possono essere ricoperte da screziature scure, le macchie possono essere costituite da una miscela di capelli bianchi e tinti. La combinazione di macchie bianche con un colore solido forma i colori bianco-nero, bianco-rosso e le loro modifiche schiarite. Un'altra variante della colorazione a due colori è un colore misto, quando le zone di eumelanina e feomelanina (marrone chiaro, nero-nero) si trovano con un certo ordine lungo il corpo del cane.
I tricolori si ottengono combinando un colore misto marrone chiaro o nero e nero con macchie bianche, quindi, nei cani tricolori, le macchie nere e rosse non si trovano casualmente, ma in zone rigorosamente definite.
Un posto speciale è occupato dai colori in cui i pigmenti sono distribuiti lungo la lunghezza dei capelli, formando una colorazione complessa (zonale, tigrata, zibellino). Tali colori possono essere integrati da macchie bianche. Tutti i tipi di colori possono essere combinati con la marmorizzazione, che sui colori a due e tre colori dà l'impressione di una moltitudine eterogenea di sfumature.
I nomi dei colori nelle diverse razze differiscono, nomi specifici sono tradizionalmente usati per alcune razze, infatti, ci sono caratteristiche storicamente consolidate nei nomi dei colori dei cani da caccia.
Gli standard di razza del cane possono essere piuttosto severi riguardo al colore. Oltre a considerazioni estetiche, a volte le restrizioni sono dovute alla preoccupazione per il benessere dei cani, ad esempio in Europa vige il divieto di allevamento di dobermann blu e isabella, il cui colore "diluito" è legato a un complesso di malattie 
Oltre alla connessione del colore con le malattie ereditarie, in generale, si nota la connessione tra le caratteristiche del corpo del cane e il colore. Nella rivista inglese Dog World, è stata data l'informazione che i Cocker Spaniel inglesi di colore nero, rosso e dorato differiscono significativamente per corporatura, forma della testa e temperamento dal roano, limone, bianco e bianco-nero. 
I primi sono più corti e compatti, mentre i secondi sono più morbidi e si muovono meglio.
Un altro motivo per la standardizzazione del colore possono essere le peculiarità dell'uso lavorativo dei cani. Ad esempio, la specializzazione venatoria del Jack Russell Terrier richiede che il colore bianco sia predominante, soprattutto sul dorso del cane: se il dorso è rosso, i segugi possono attaccarlo, confondendolo con una volpe, che il piccolo terrier stana fuori dalla tana per loro.
I cani da pastore di montagna della razza Tornjak devono avere un colore a due o tre colori, i più variegati possibile, i colori solidi sono vietati dallo standard, il colore grigio (zonale) è indesiderabile. Grazie a questa colorazione, il proprietario del cane sarà in grado di distinguere da lontano il suo cane da pastore dagli altri grazie alle macchie, non confonderà un cane grigio con un lupo, e uno bianco con una pecora.

### Colori

#### Marrone, cioccolato e fegato
Marrone, cioccolato e fegato sono i termini più comuni usati per riferirsi alla diluizione bb del pigmento nero in un marrone scuro. A seconda della razza e della tonalità esatta, vengono utilizzati termini come mogano, marrone mezzitoni, grigio-marrone, marrone nerastro. Sedge e deadgrass sono usati per descrivere il colore desiderato del Chesapeake Bay Retriever che ricorda "quello dell'ambiente di lavoro" il più fedelmente possibile. Il marrone presenta la formula genetica bbK-aabbkk, mentre il marrone chiaro ha la formula: bbddK-aabbddkk.

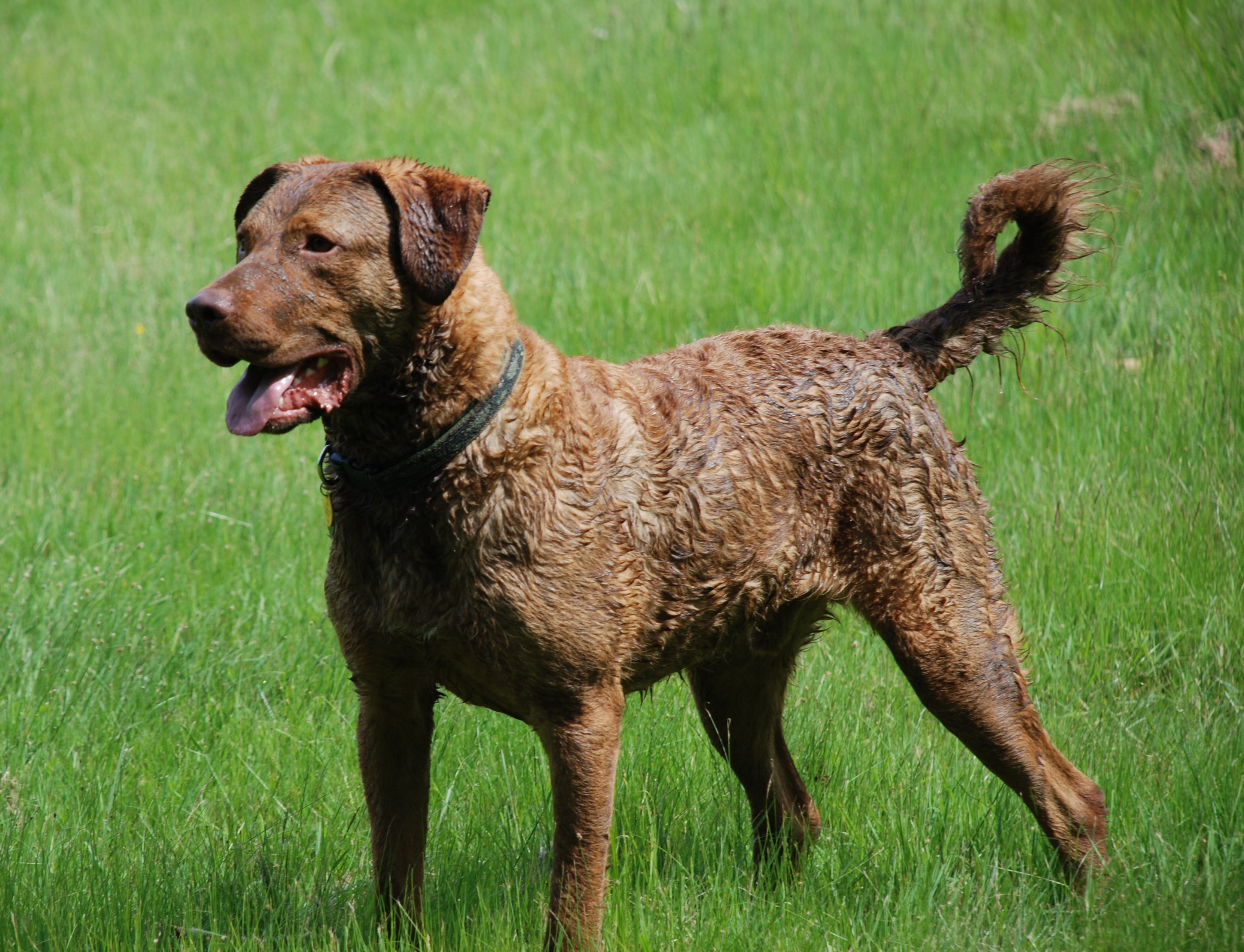
Brown Chesapeake Bay Retriever
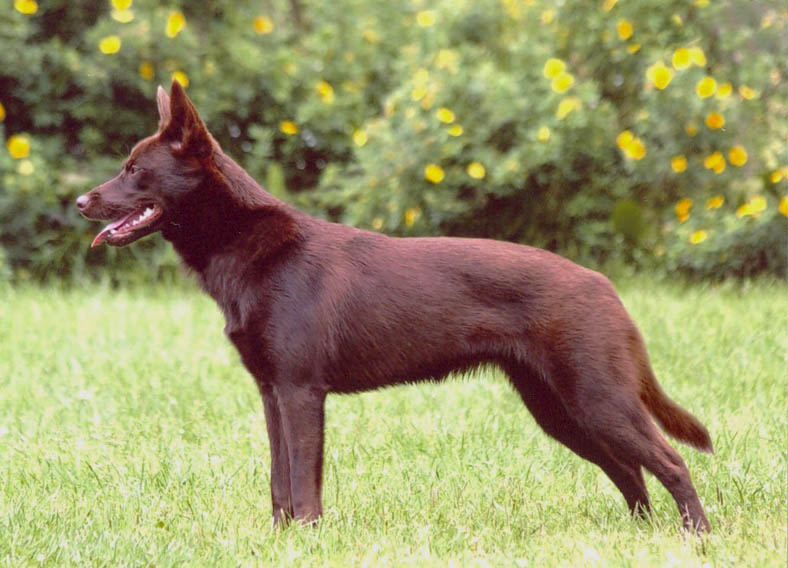
Rosso  Australian Kelpie
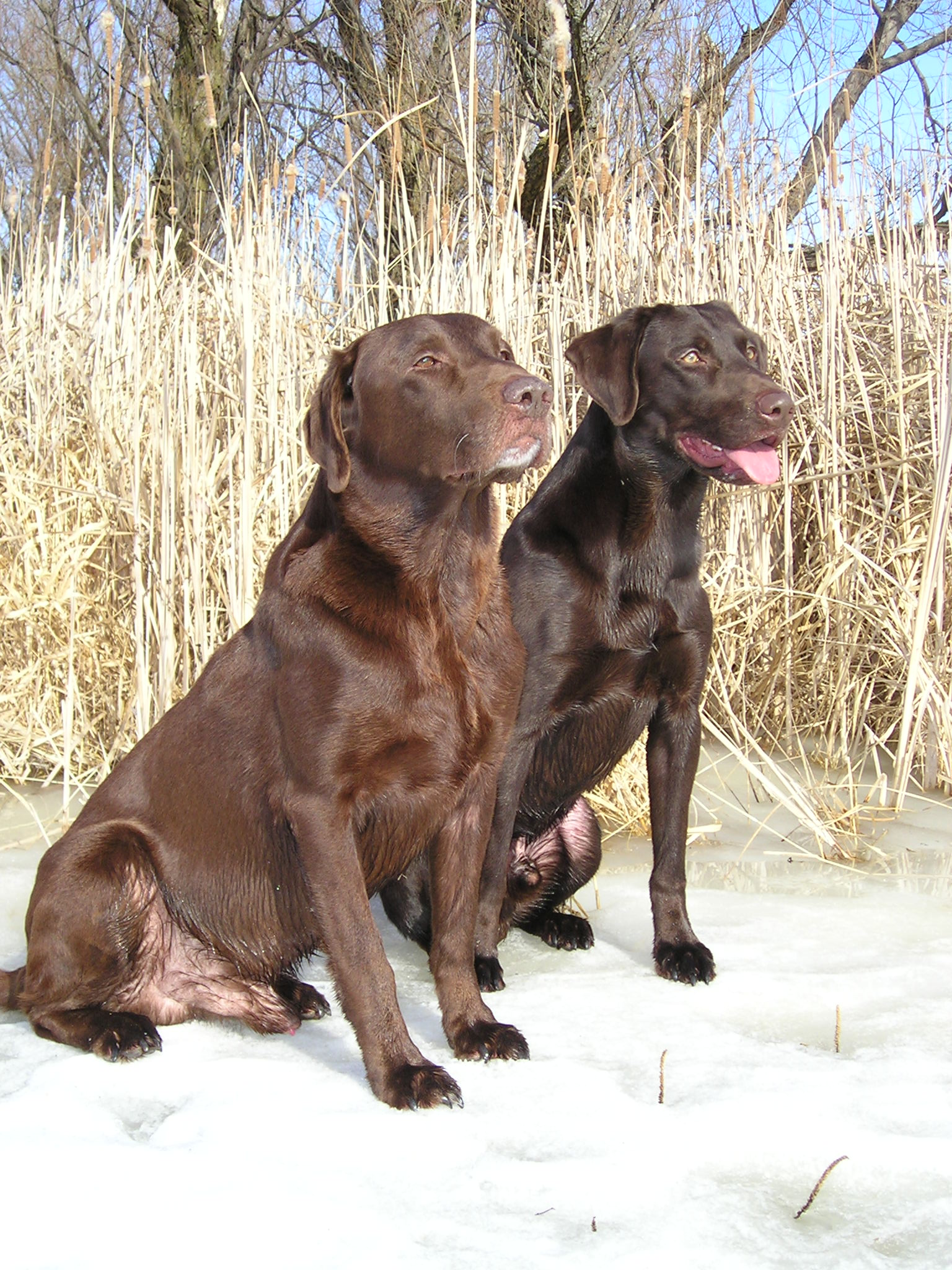
Dark and light chocolate Labrador Retrievers

#### Rosso
Il rosso si riferisce alle sfumature rossastre di arancione, marrone e marrone chiaro. I termini utilizzati includono arancione, rosso-oro, cannella, alanina kay, abbronzatura e rubino. Geneticamente un cane chiamato rosso è solitamente uno zibellino chiaro (con poca o nessuna punta di eumelanina sui peli) o un giallo rubicondo recessivo.
In alcune razze, "rosso" si riferisce a ciò che di solito sarebbe chiamato marrone, cioccolato o fegato. Un "red merle" è sempre un merle a base di fegato. In Australian Cattle Dogs, il blu sta per una colorazione a base di fegato densamente spuntata con un aspetto generale rosso-grigio. Il rosso presenta la formula genetica: D-eeF-K-aaeeF-kk

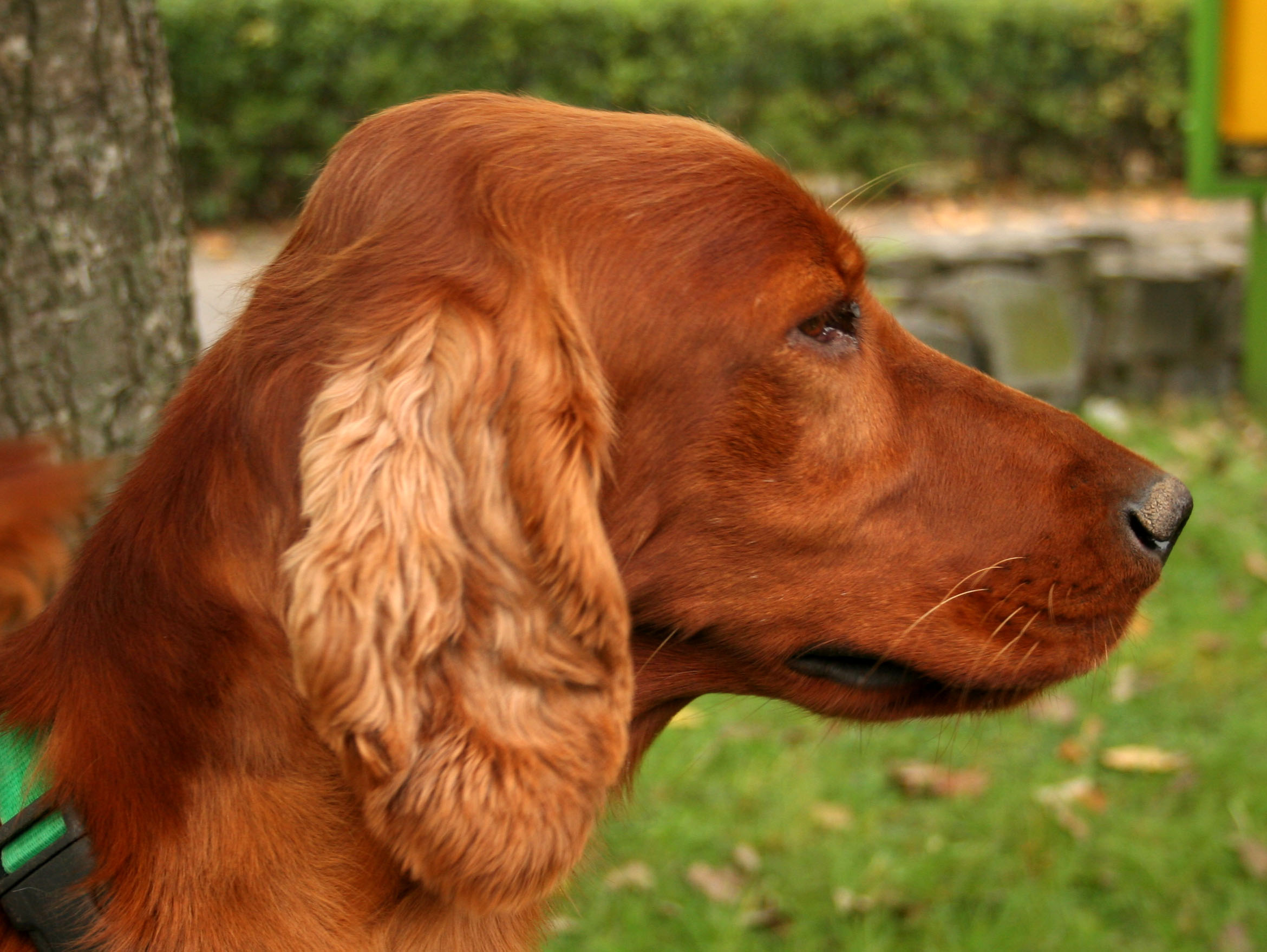
Rosso Setter irlandese
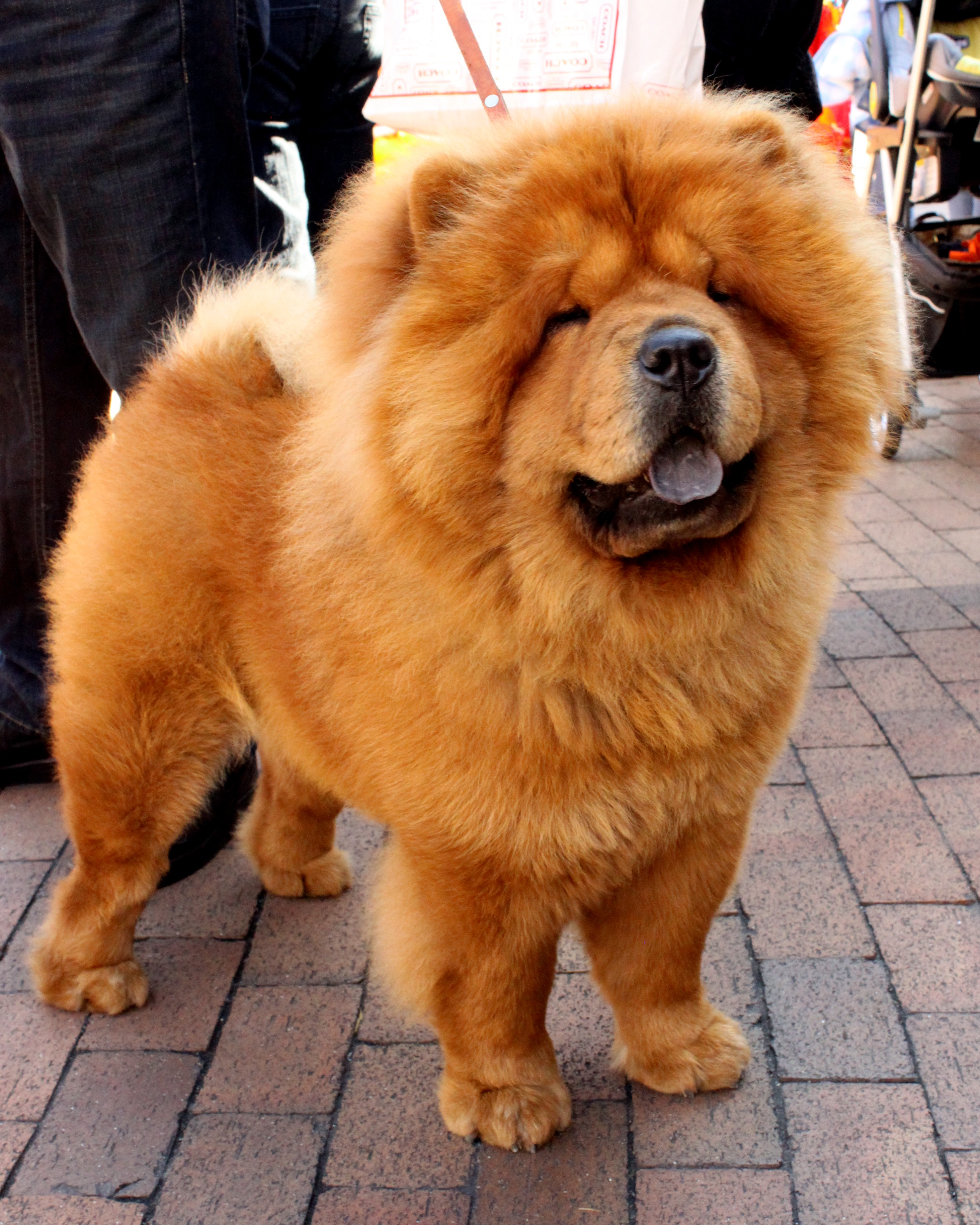
Rosso Chow Chow
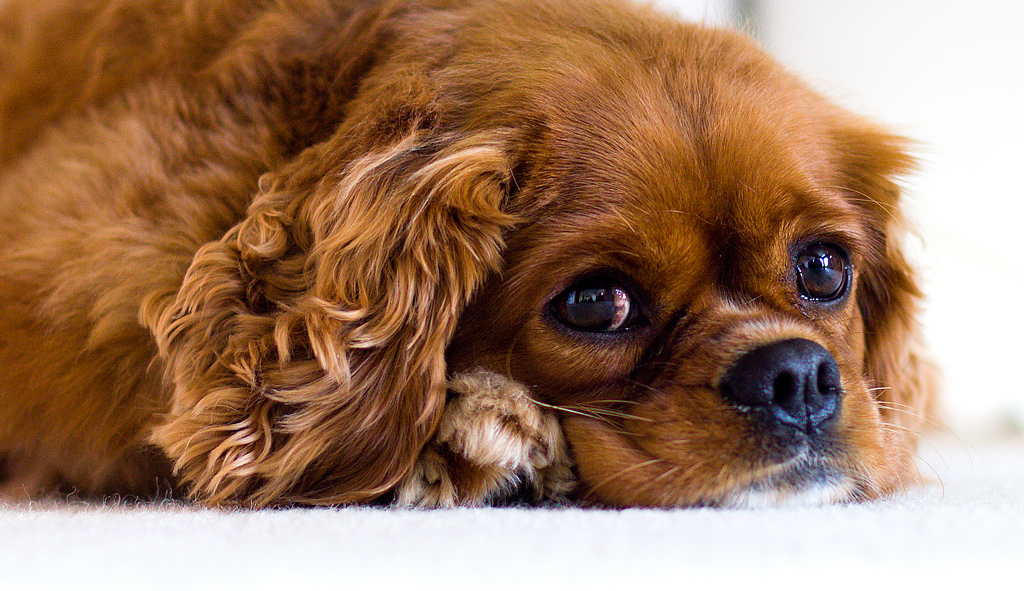
Ruby Cavalier King Charles Spaniel
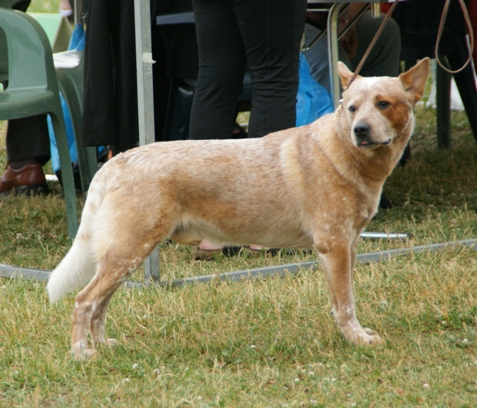
Rosso Australian Cattle Dog
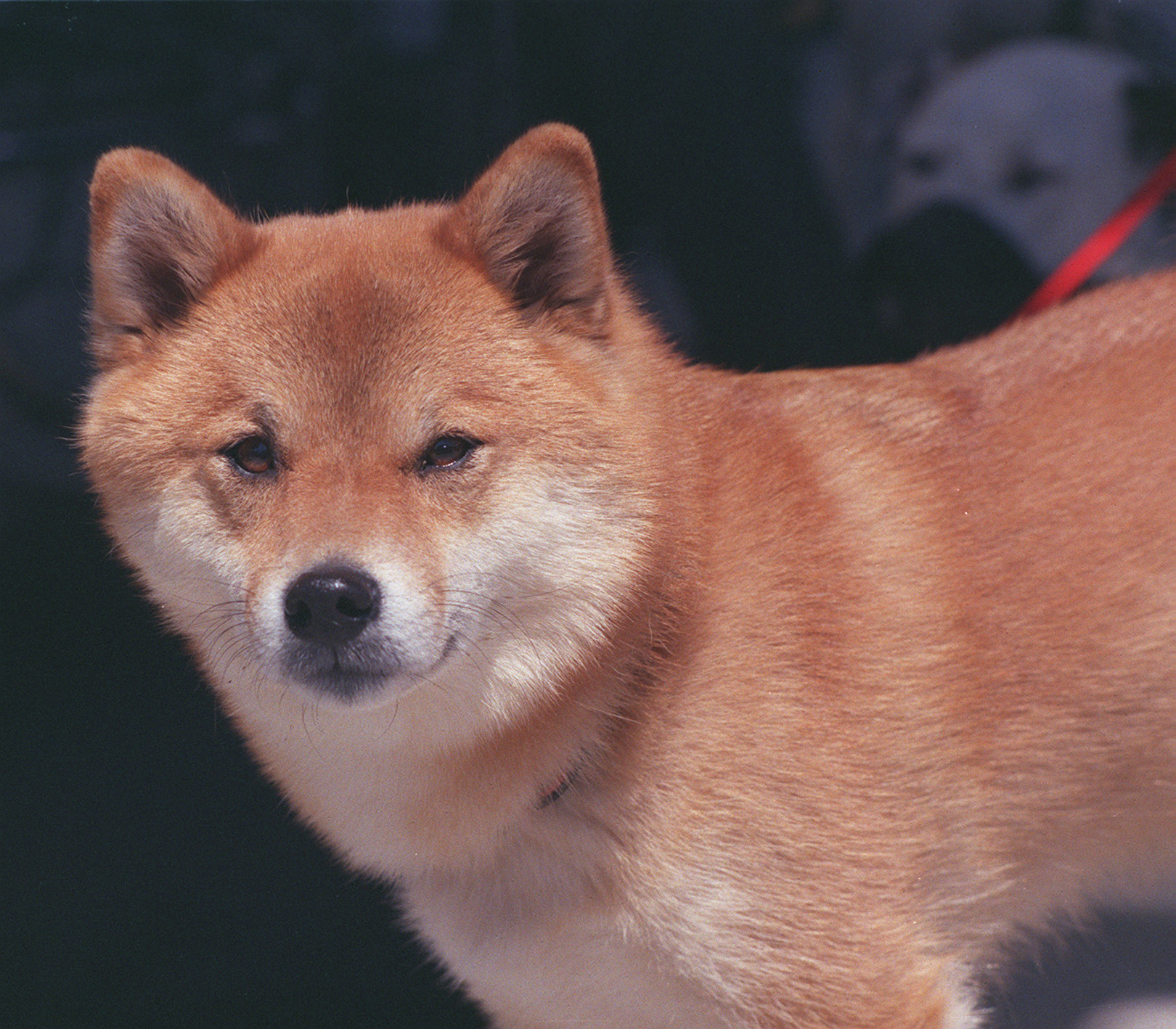
Rosso Shiba Inu
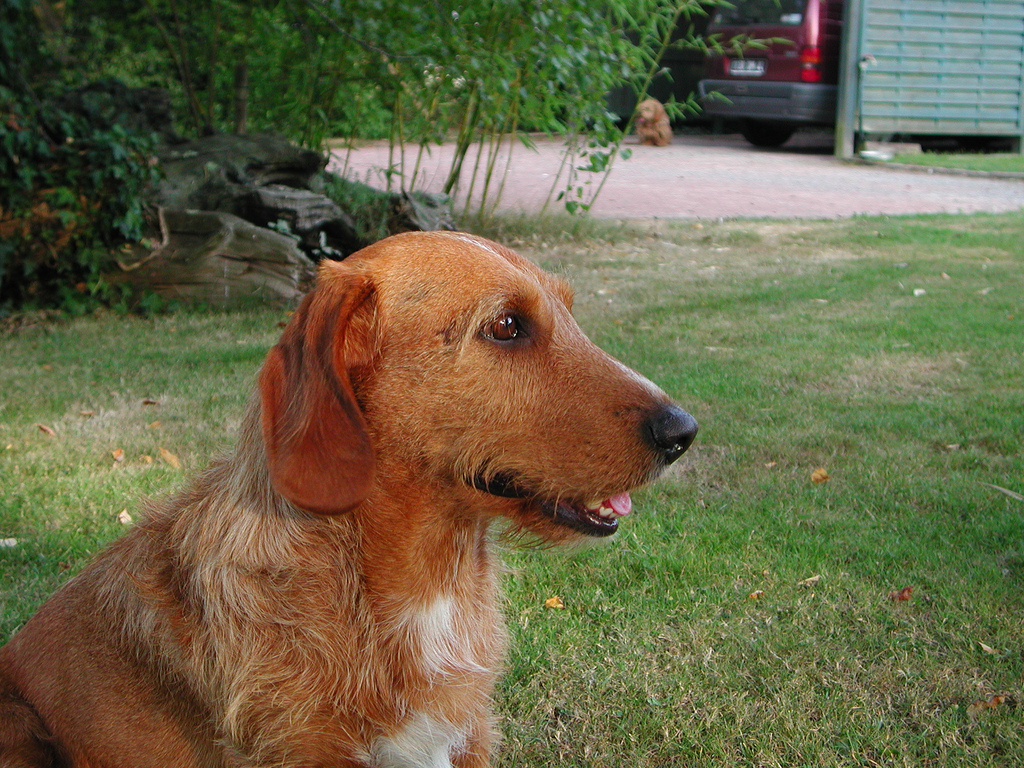
Rosso Basset Fauve de Bretagne
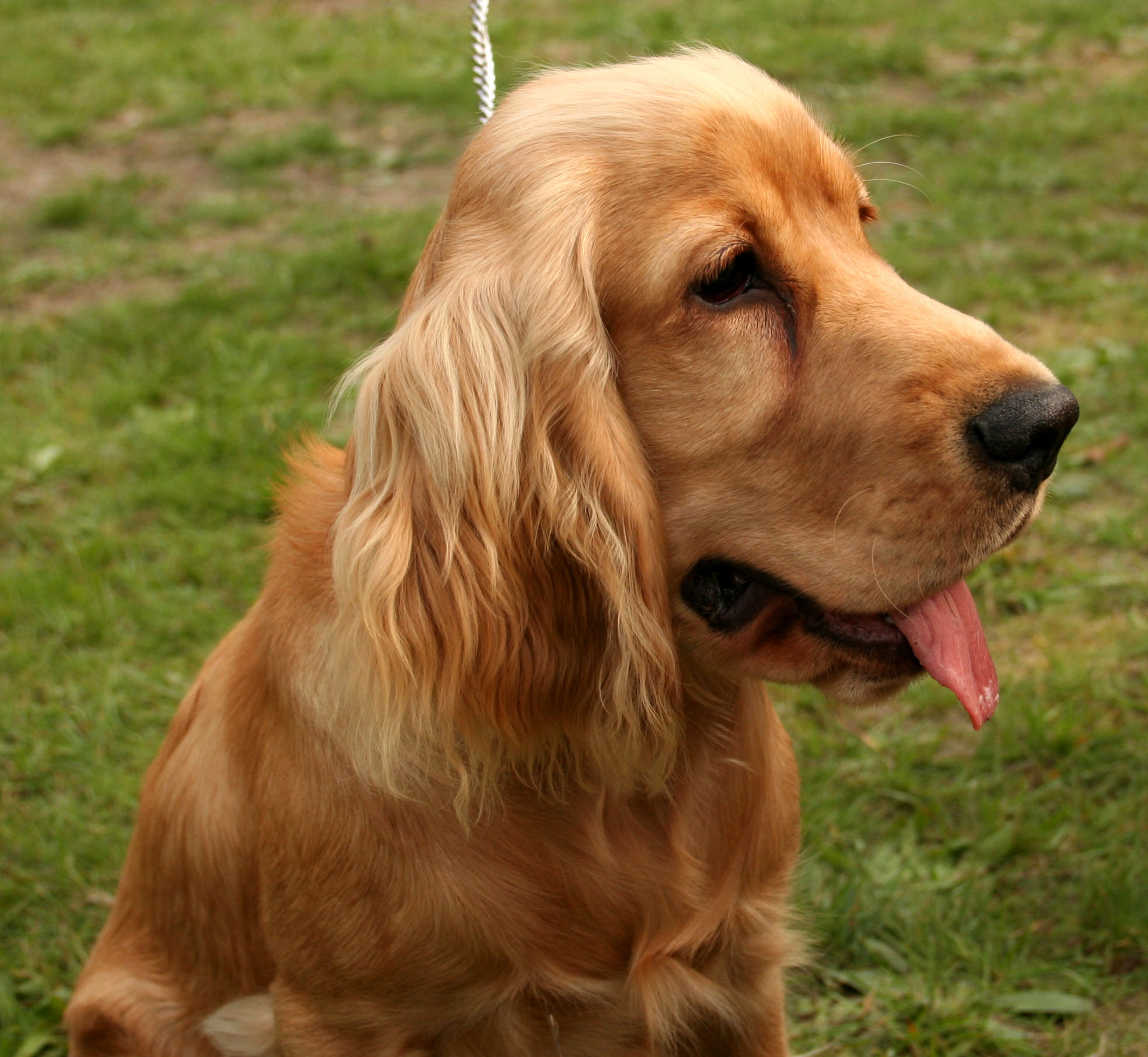
Rosso Cocker spaniel inglese

#### Oro o giallo
Il colore oro o giallo si riferisce specificamente a un ricco giallo rossastro e alle sue varianti, mentre il giallo può riferirsi a qualsiasi sfumatura di giallo e marrone chiaro. I termini utilizzati includono giallo oro, leone, fulvo, albicocca, grano, paglia, giallo-rosso, senape, sabbia, miele, biondo e limone. I cani chiamati dorati o gialli tendono ad essere gialli recessivi, ma possono anche essere zibellino. Il giallo presenta la formula genetica: eeffK-aaD-eeffkk.

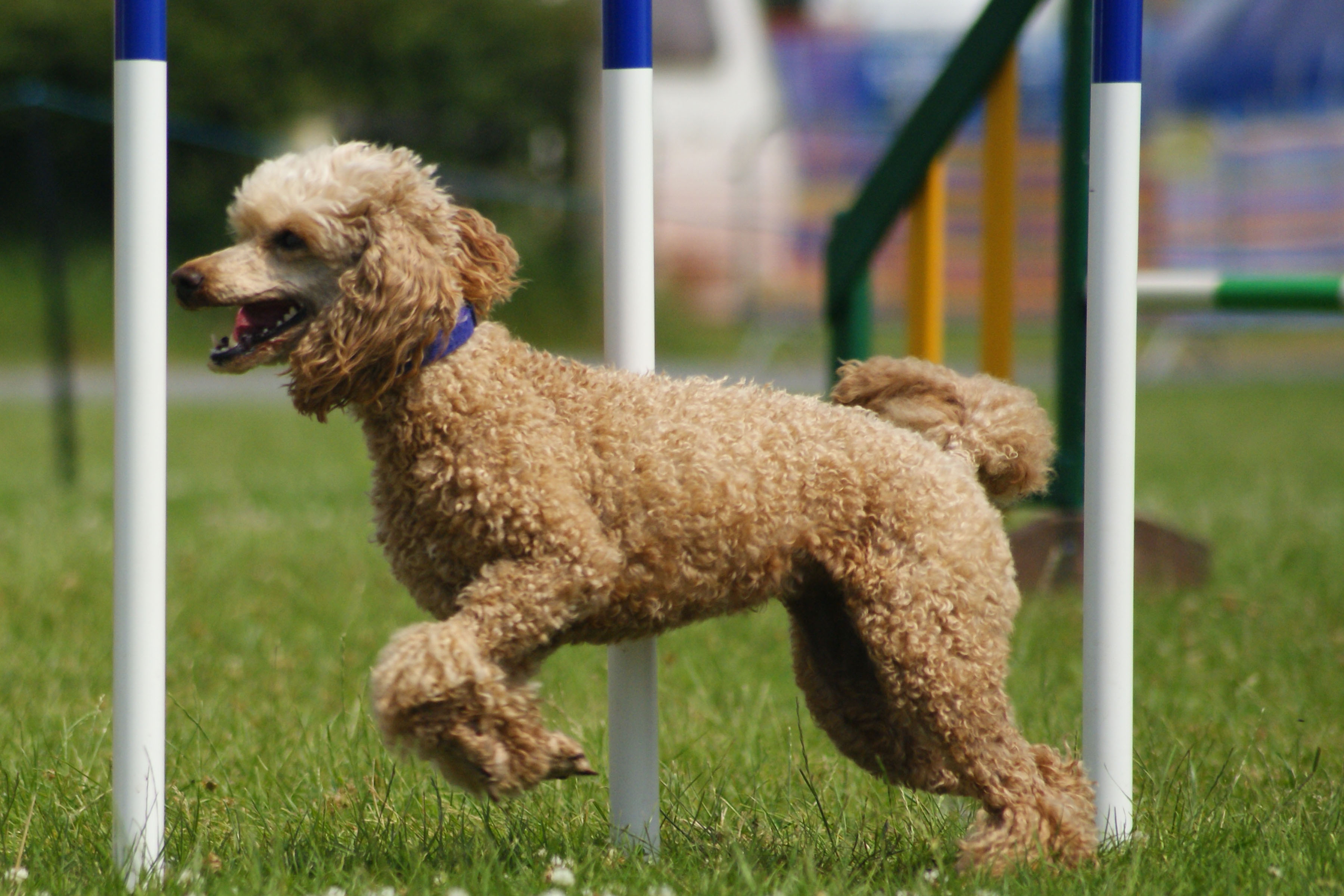
Albicocca Poodle
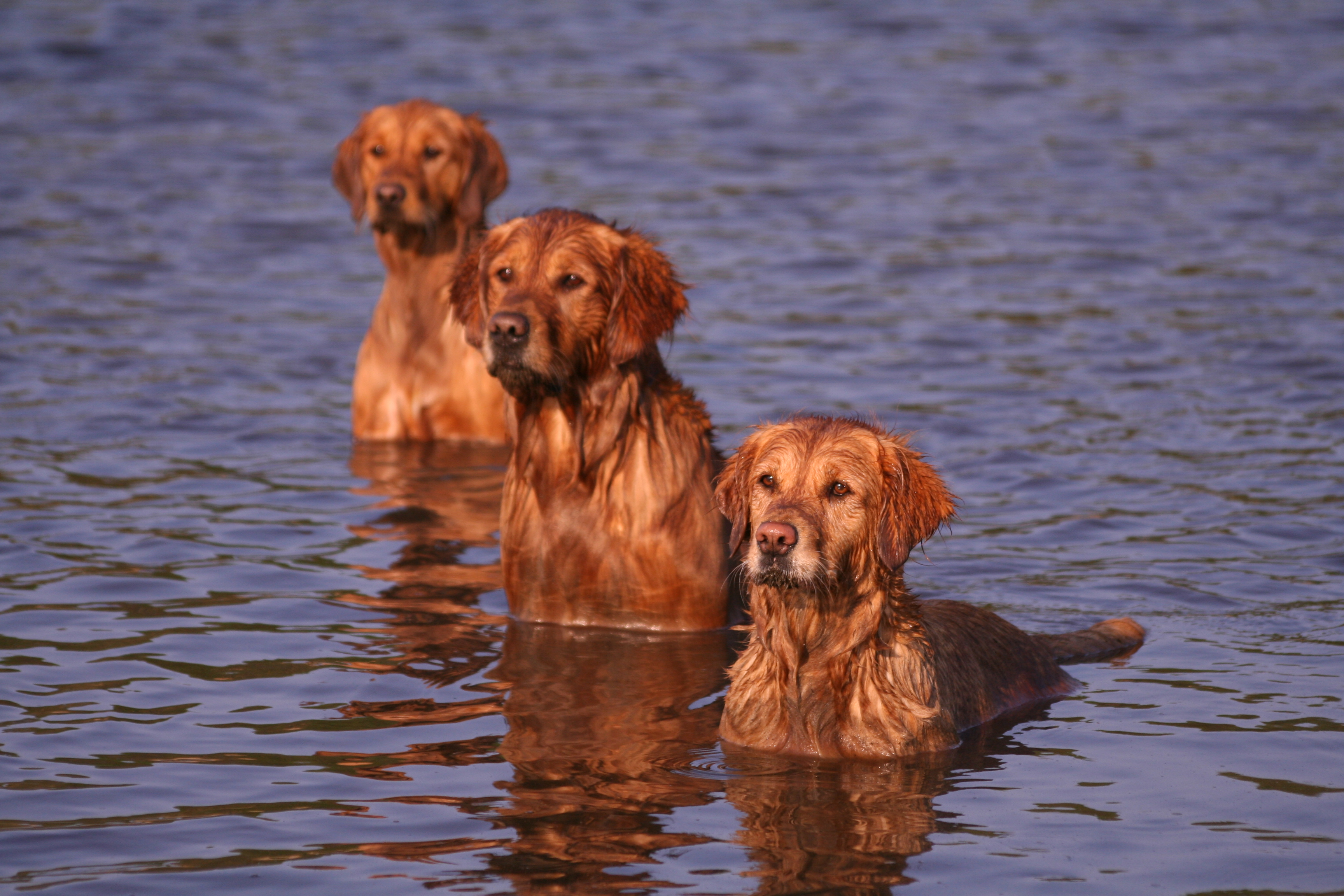
Dark Golden Retrievers
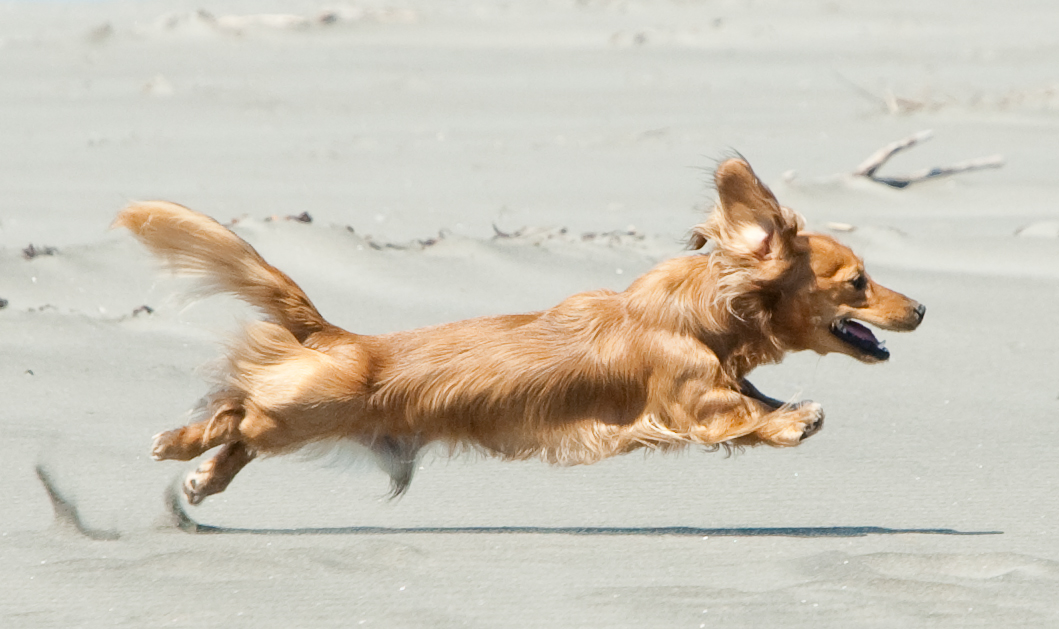
Giallo Dachshund
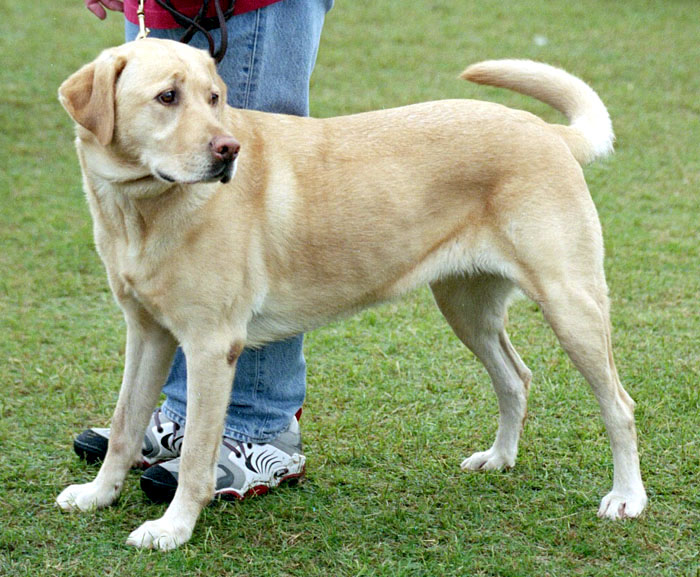
Giallo Labrador Retriever
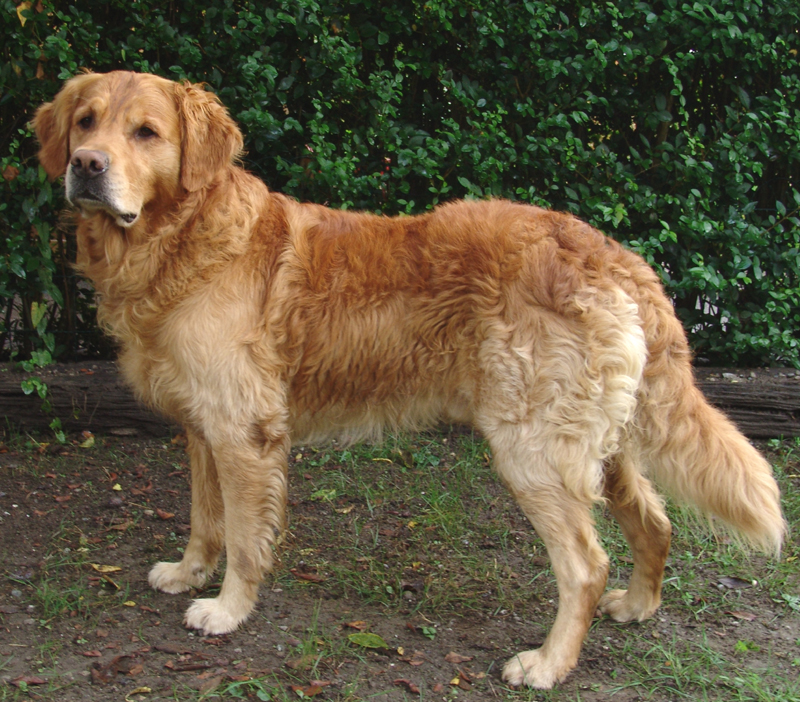
Oro scuro Golden Retriever
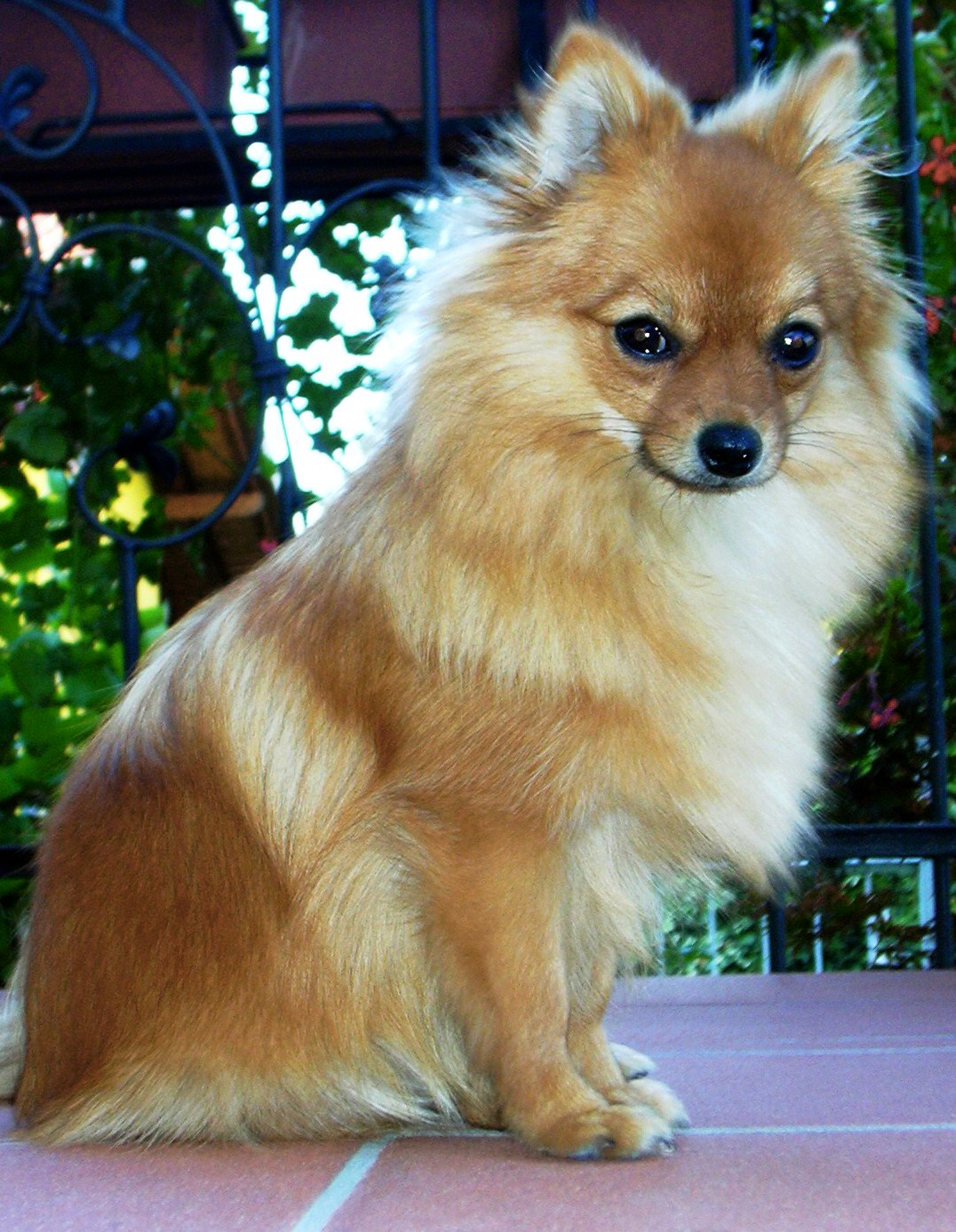
Arancia Pomerania

#### Crema
Il color crema si riferisce a un colore giallastro pallido o tannico che può essere quasi bianco. Il crema presenta la formula genetica: ddee a y a y ddE-.

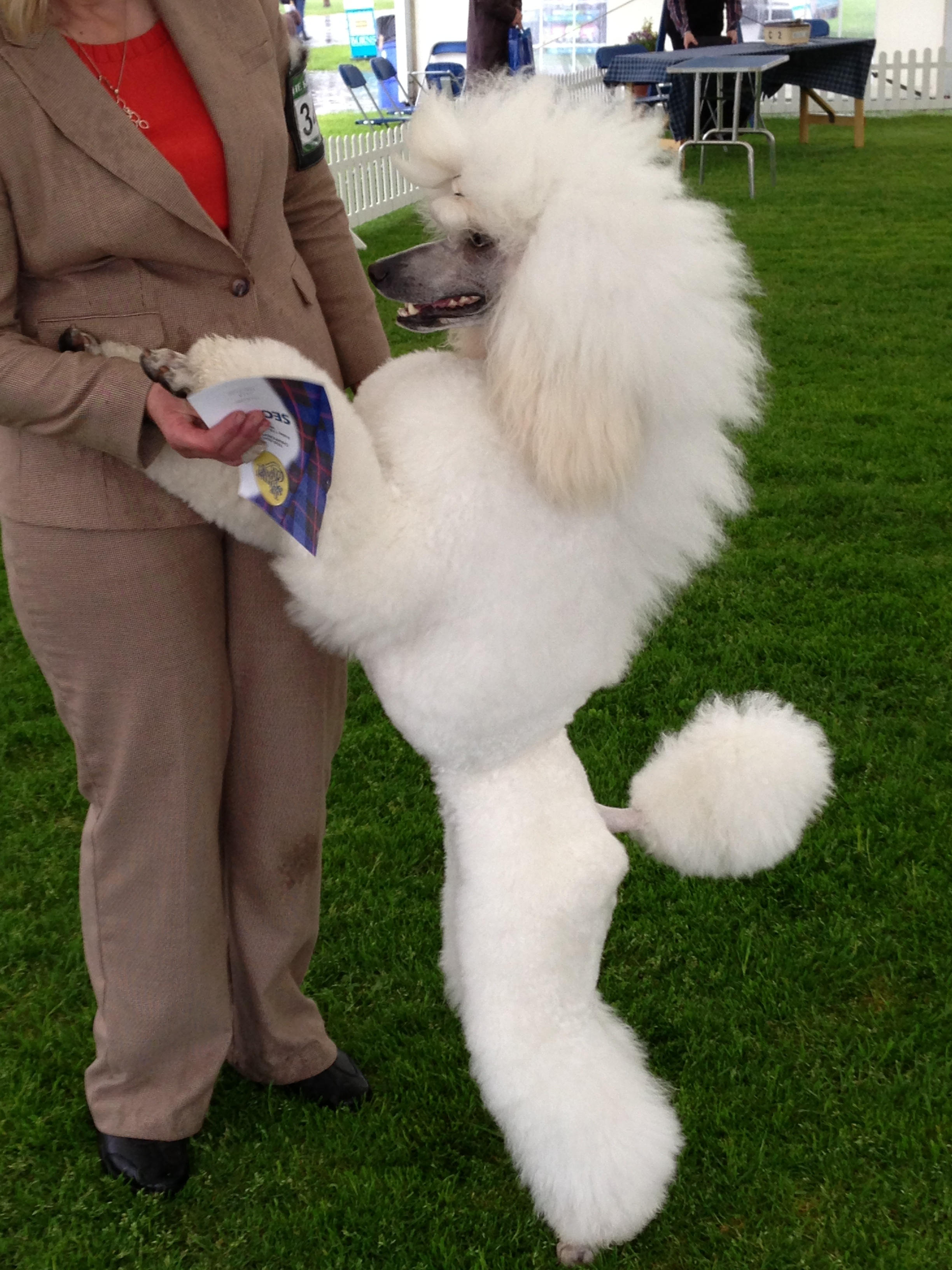
Crena palldo Barbone
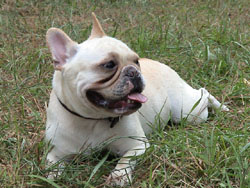
Crema Bouledogue français
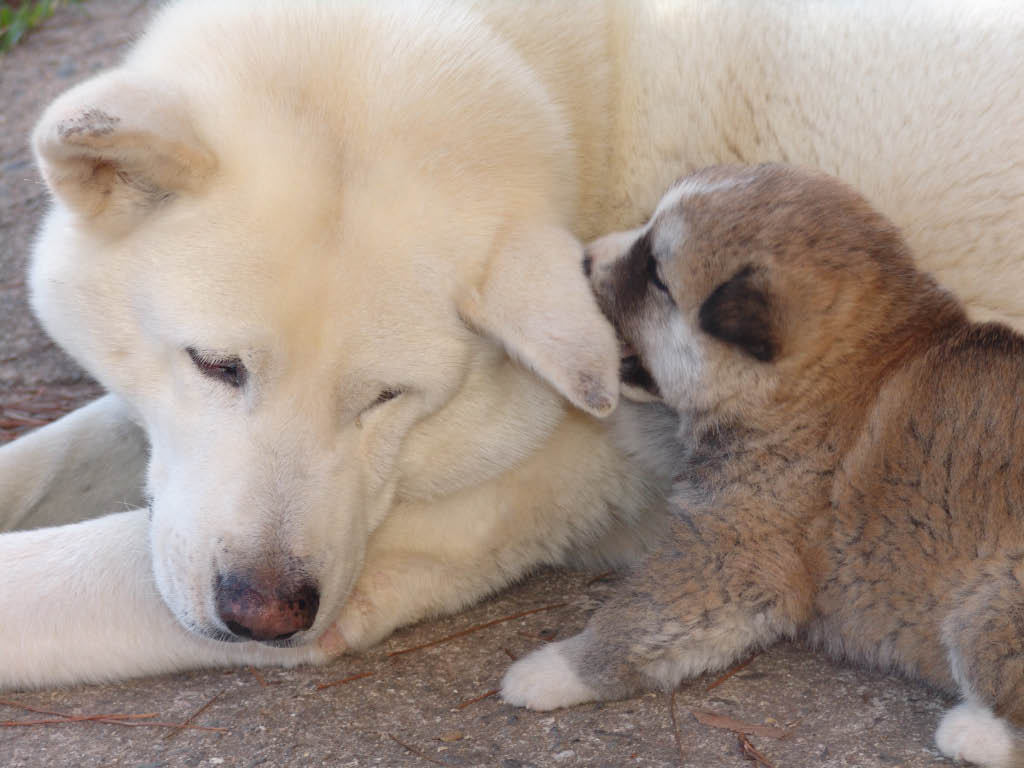
Crema Akita

#### Fulvo
Il color fulvo si riferisce in genere a un cane giallo, marrone chiaro, marrone chiaro o crema che ha una maschera melanica scura.
Nei cani Weimaraner, il fulvo si riferisce alla loro tipica colorazione grigio brunastra che nelle altre razze viene solitamente chiamata lilla.

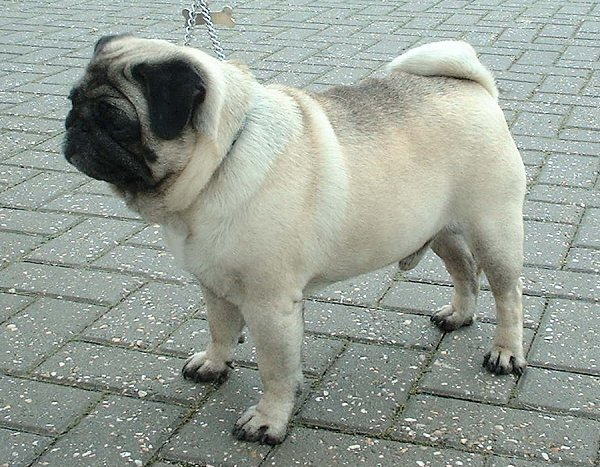
Fulvo argento Carlino
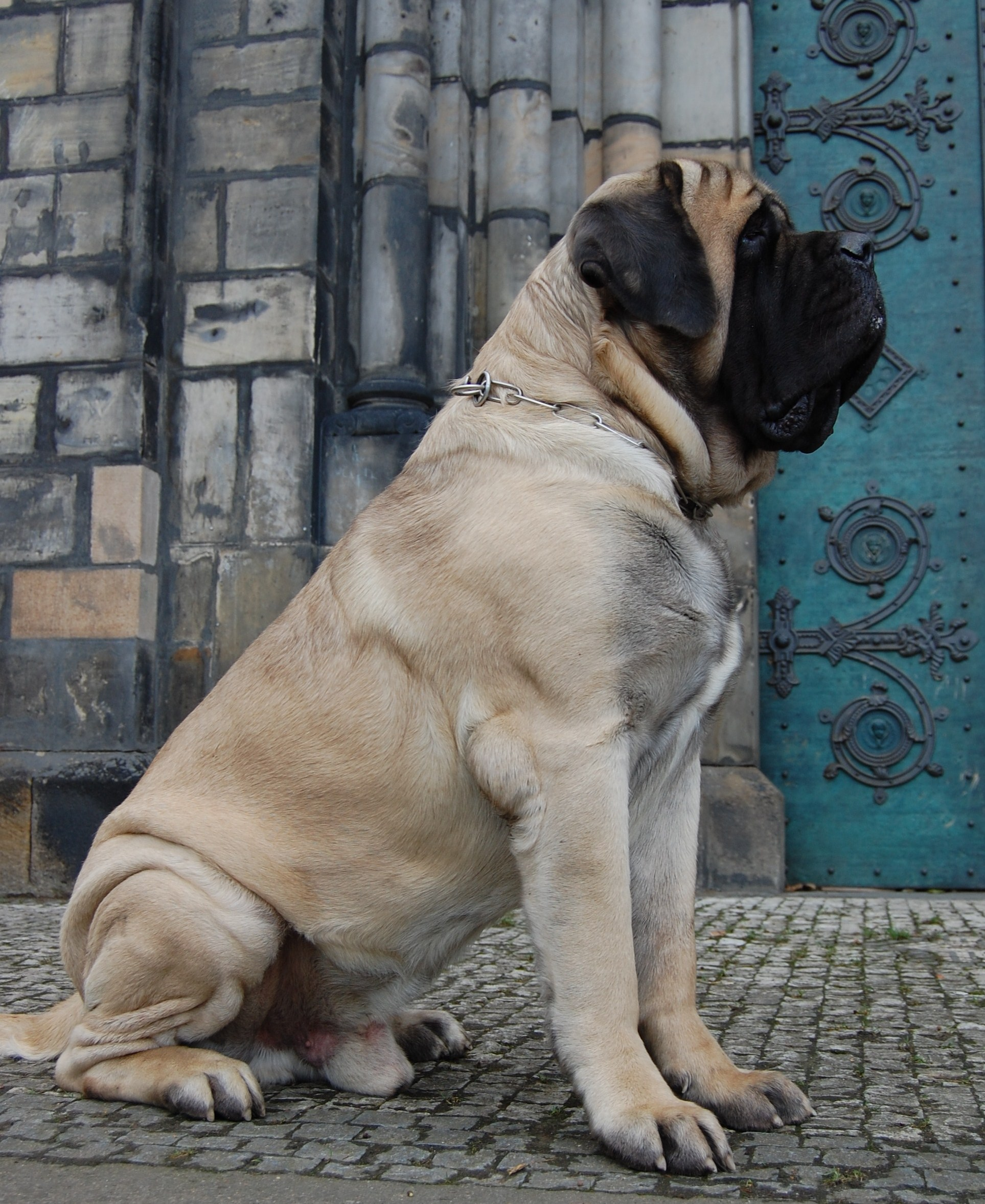
Fulvo Mastiff
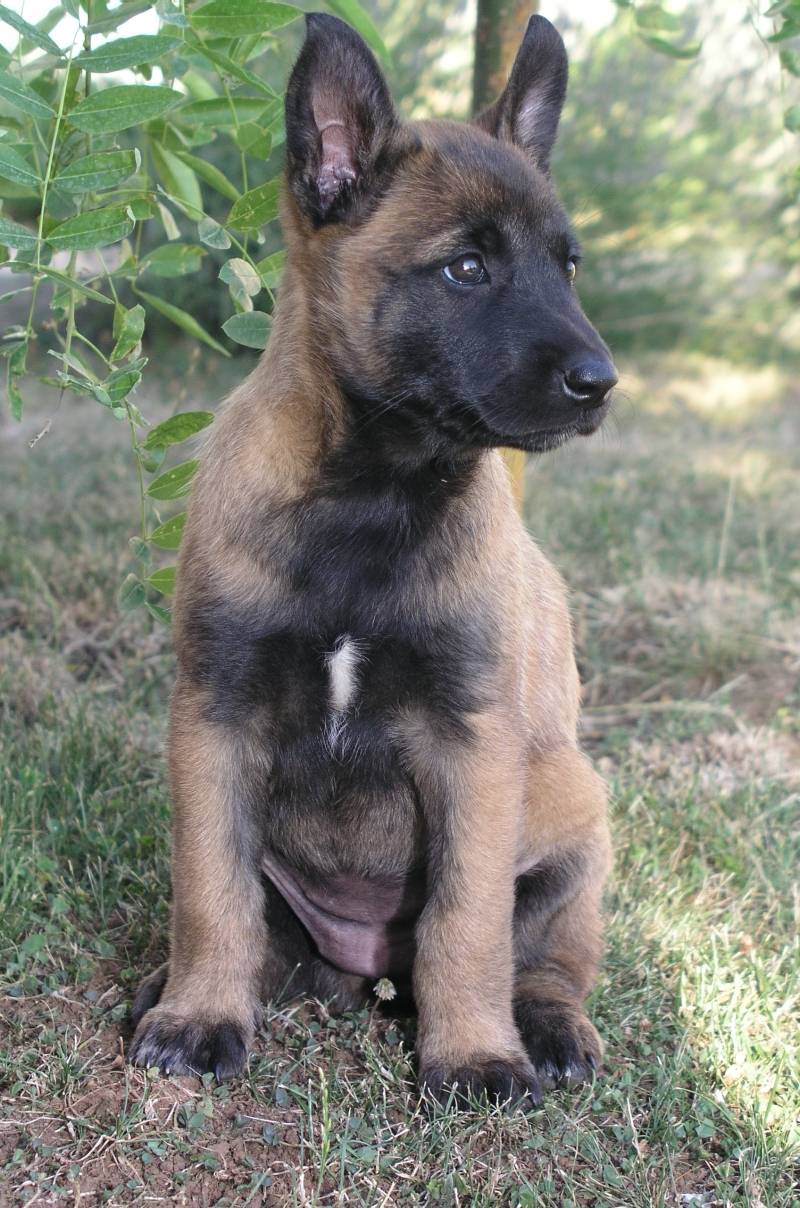
Fulvo Cane da pastore belga Malinois
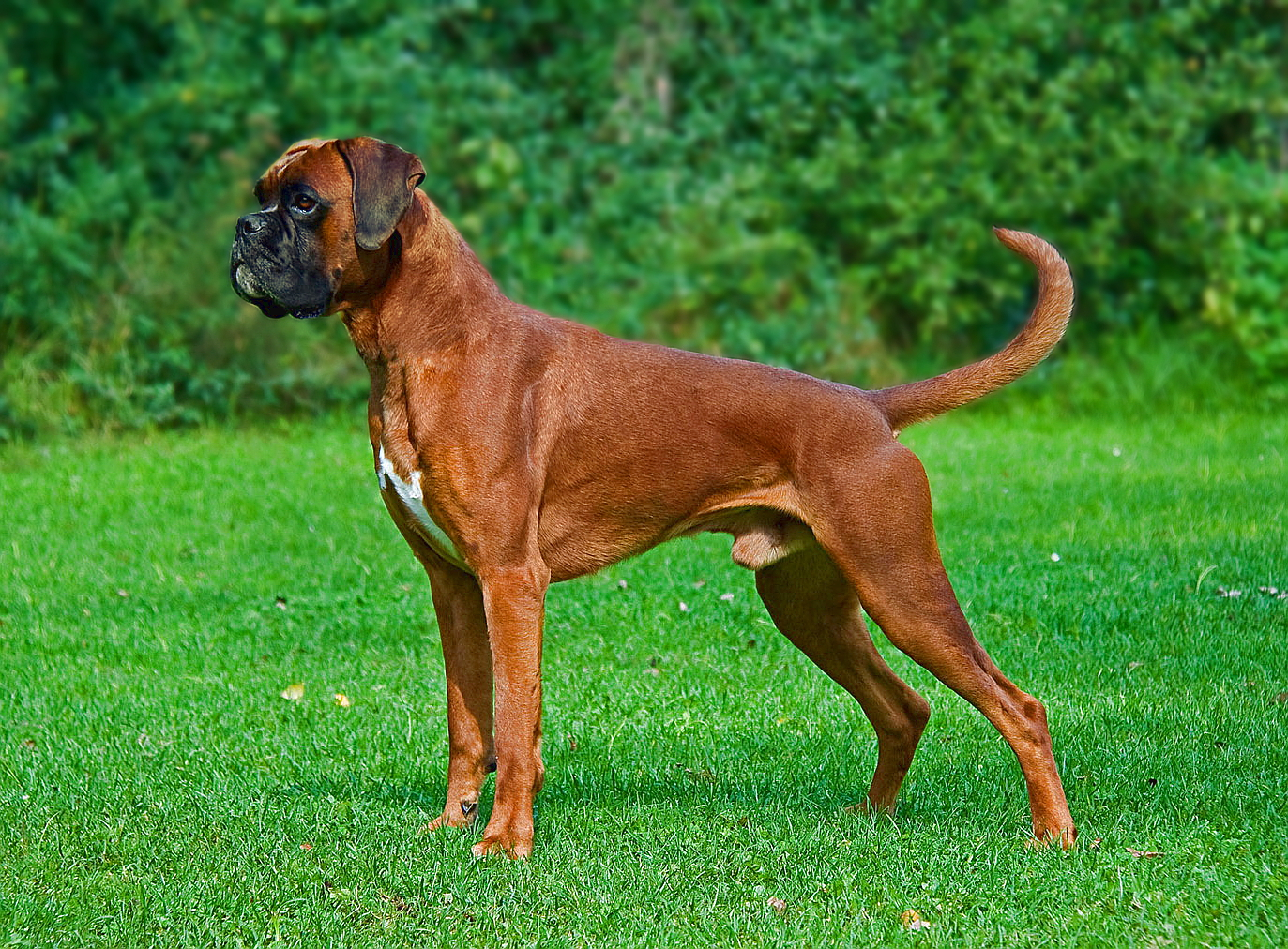
Fulvo Boxer
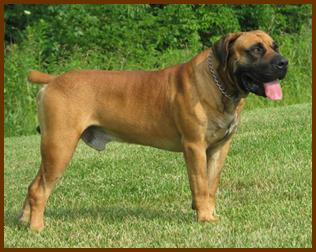
Fulvo Boerboel

#### Nero
Il nero è un nero puro che può diventare brizzolato con l'invecchiamento del cane o avere la tendenza a ottenere una sfumatura brunastra quando esposto alle intemperie. Il nero può presentare due varianti alleliche: dominante e recessiva rispettivamente BCDESK e aaB-CDE-kk.

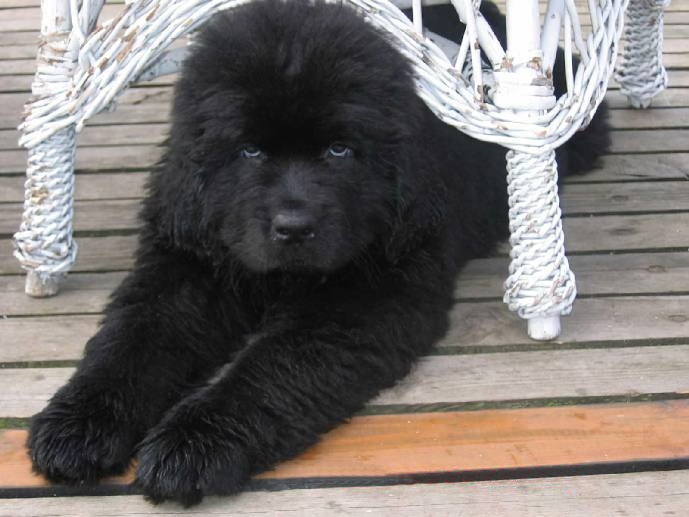
Newfoundland
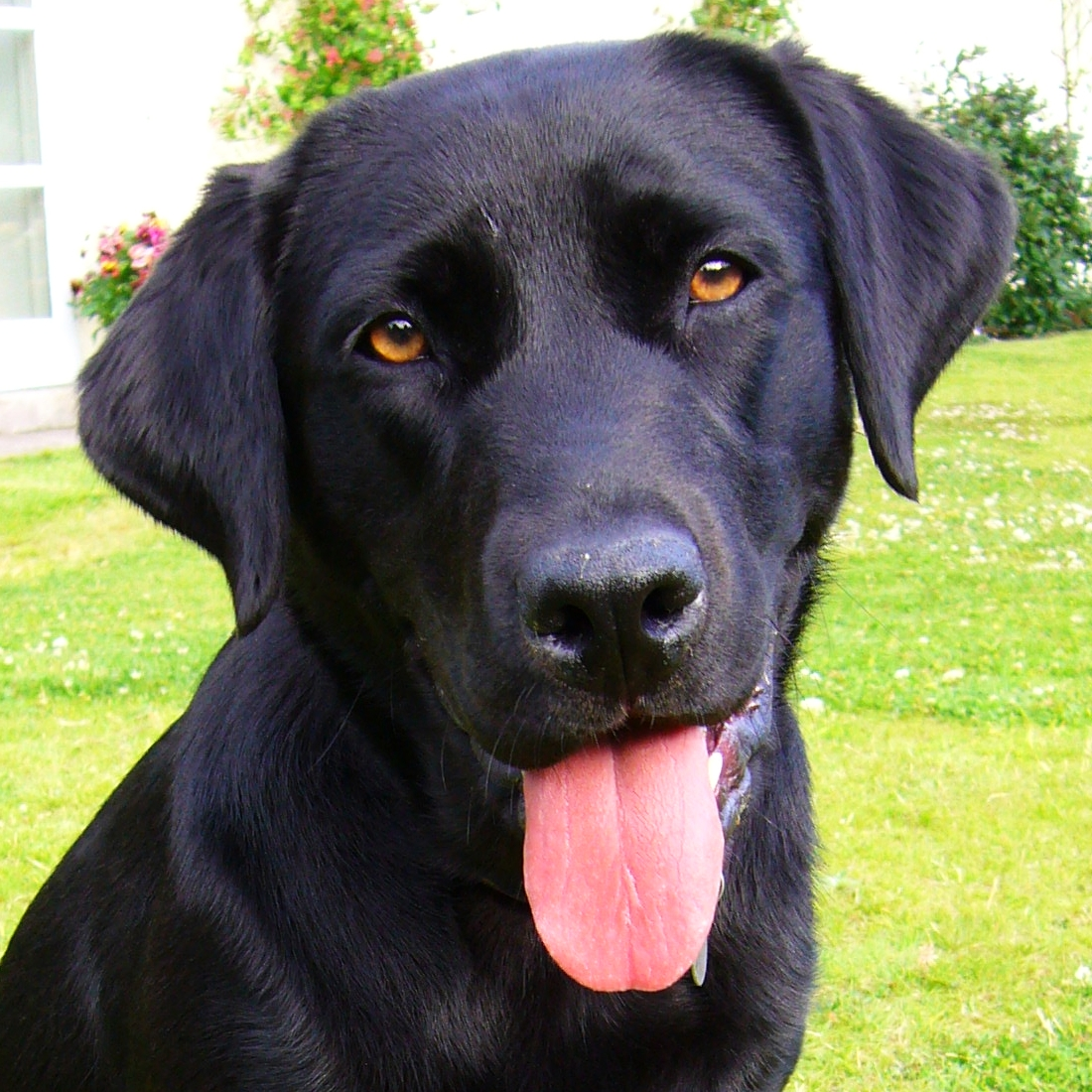
Nero Labrador Retriever
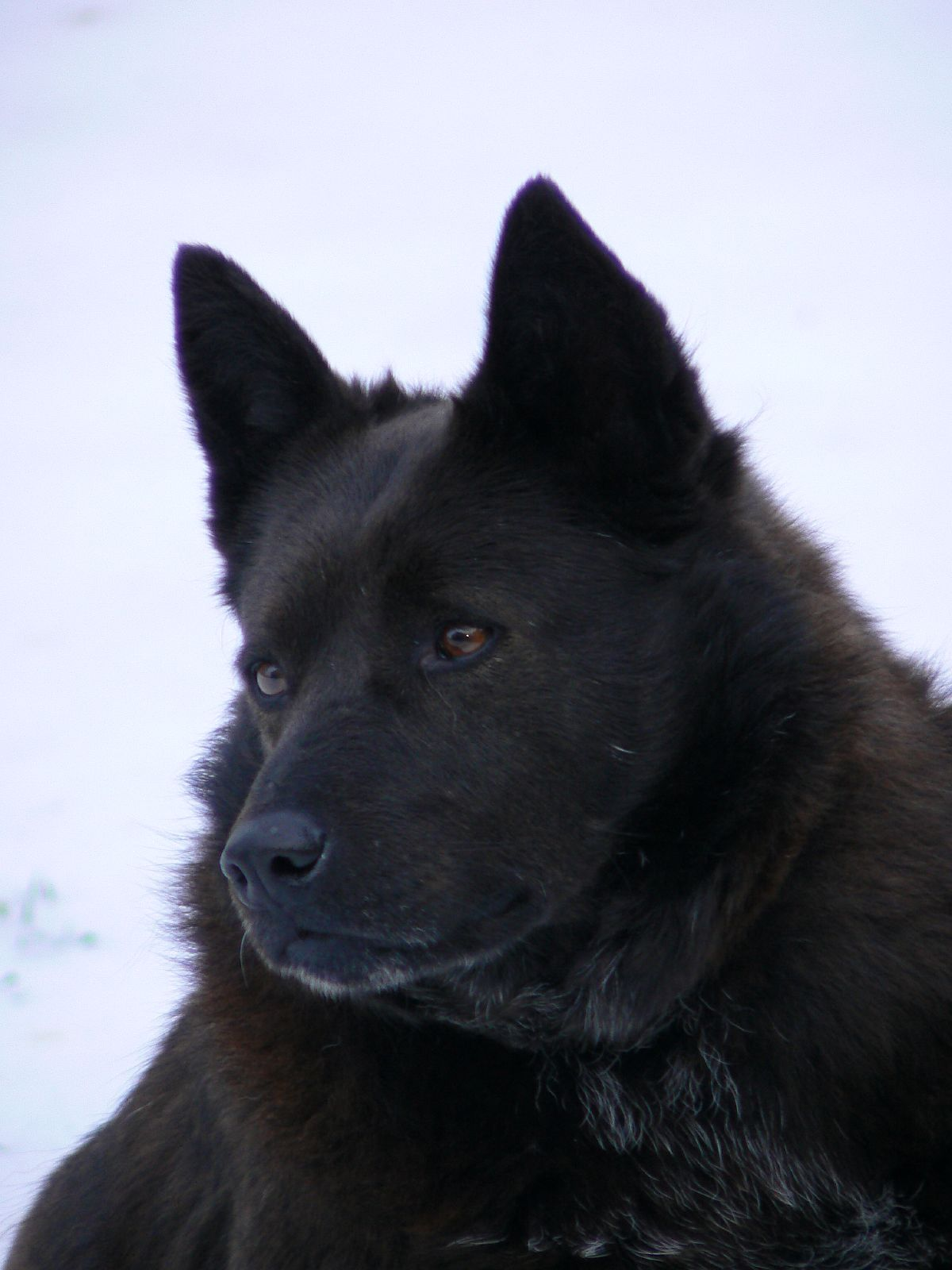
Nero Schipperke
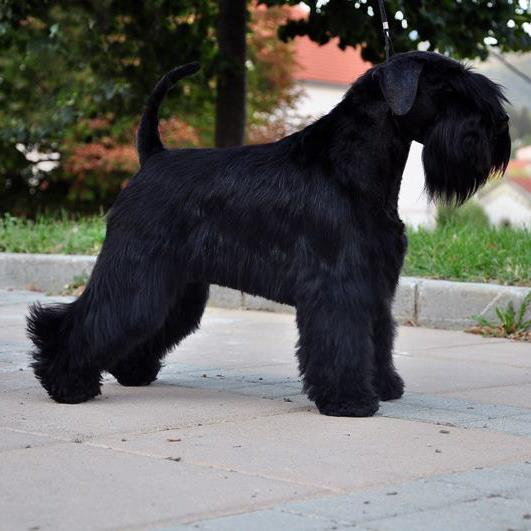
Nero Zwergschnauzer

#### Blu
Il colore blu è un grigio metallizzato dai toni freddi. In genere significa una diluizione d/d del pigmento nero, una colorazione grigia che è grigia dalla nascita, ma ha un'ampia gamma di significati specifici della razza.
Nei Kerry Blue Terrier, Poodles e Bearded Collie, il "blu" si riferisce alla colorazione che è nera alla nascita e progressivamente diventa grigia man mano che il cane matura. Negli Australian Shepherd, Rough Collie e pastori delle Shetland, il blu significa un merle blu (a base nera). Negli Australian Silky Terrier, il blu significa un motivo a sella nero focato, dove le parti nere del mantello svaniscono progressivamente in un grigio acciaio man mano che il cane matura e negli Australian Cattle Dogs, il blu sta per una colorazione a base nera densamente spuntata con un aspetto generale blu-grigio.
Il blu presenta la formula genetica: B-ddK-aaB-ddkk, di fatto è un nero schiarito.

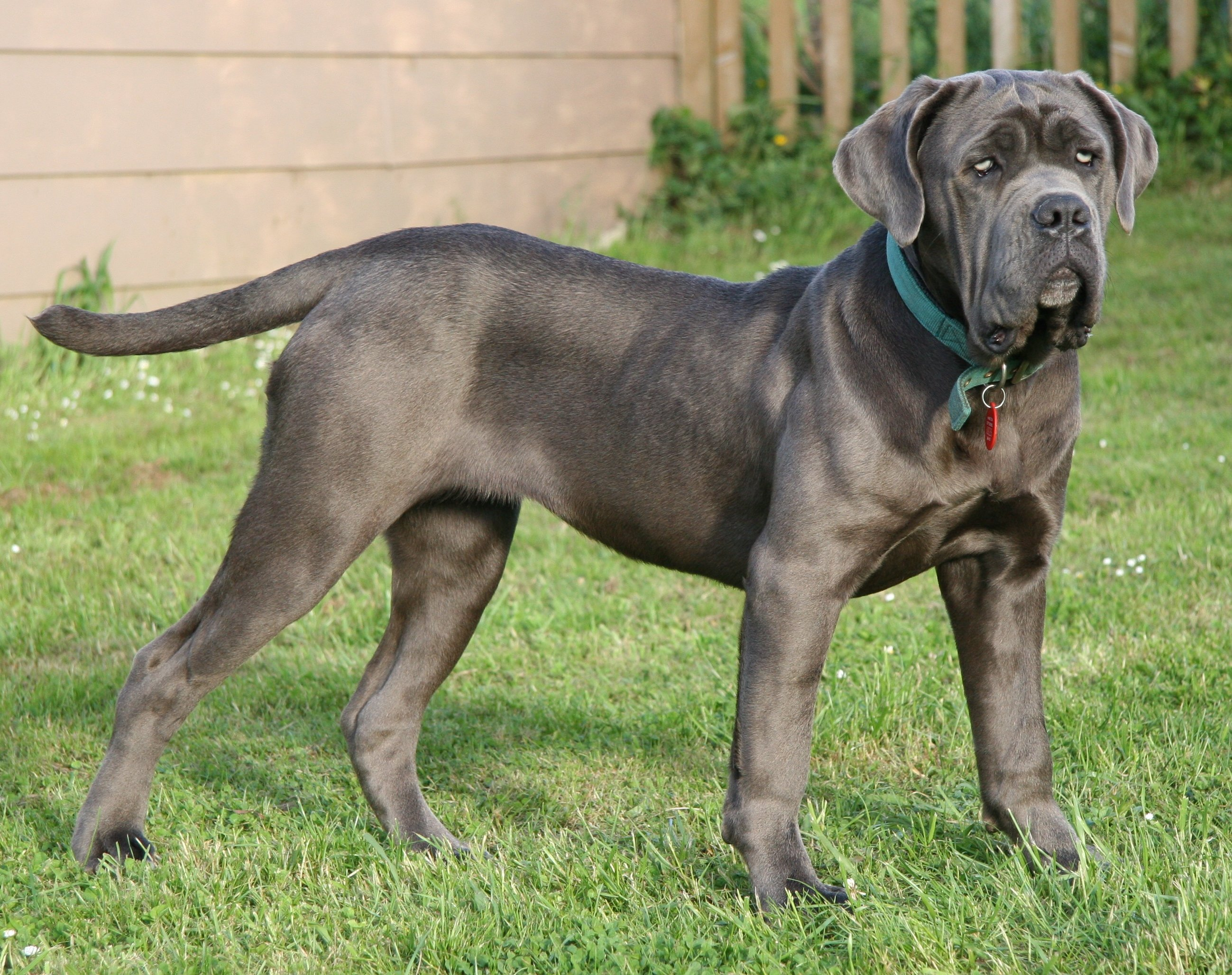
Blu Mastino napoletano
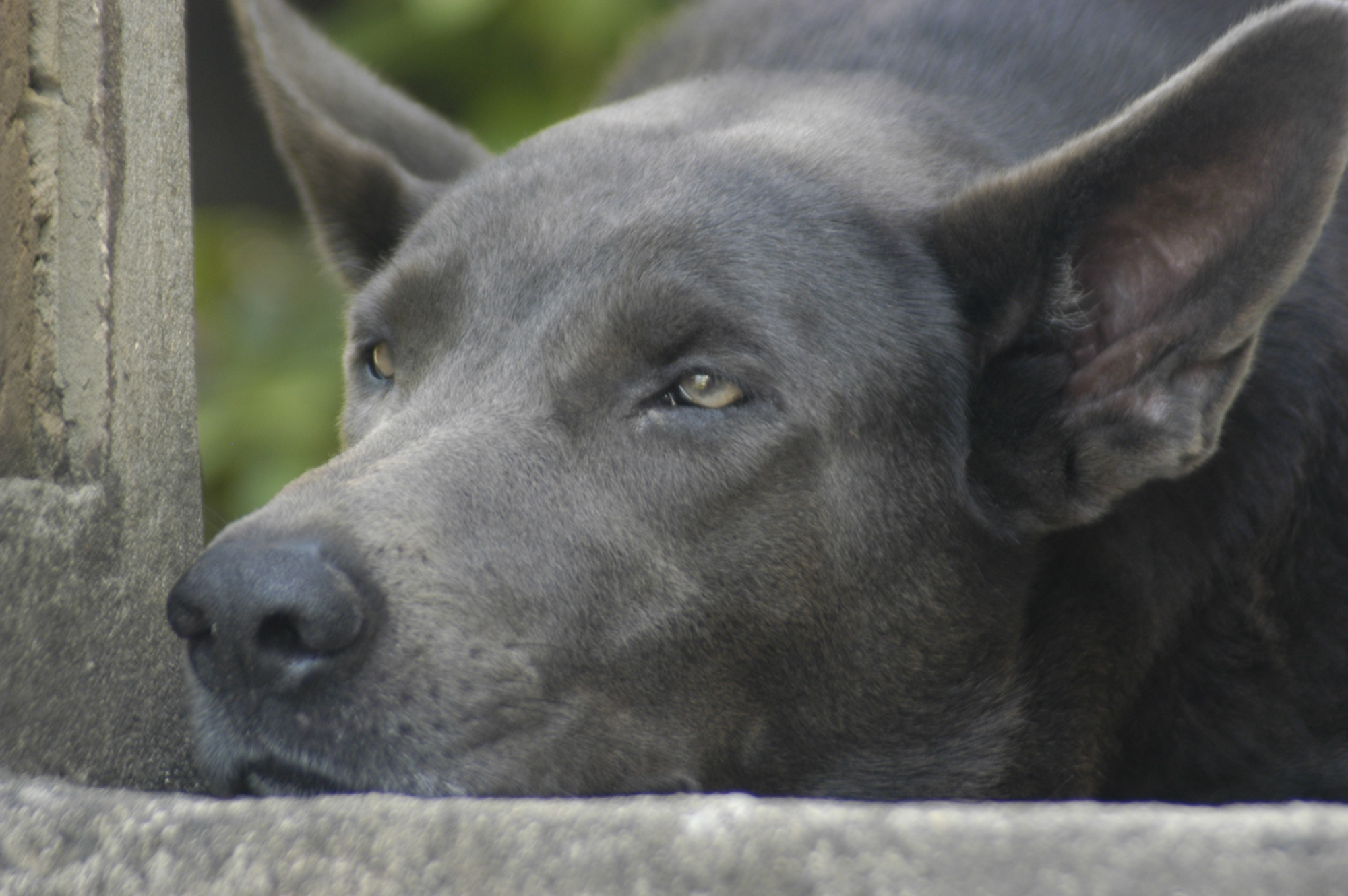
Blu Cane meticcio
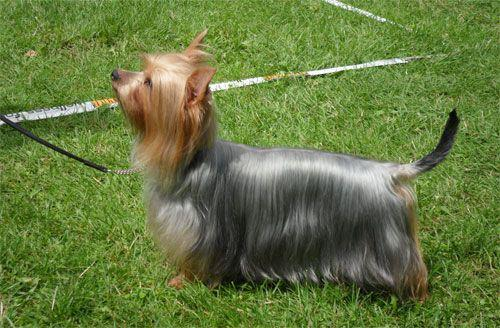
Blu Australian Silky Terrier
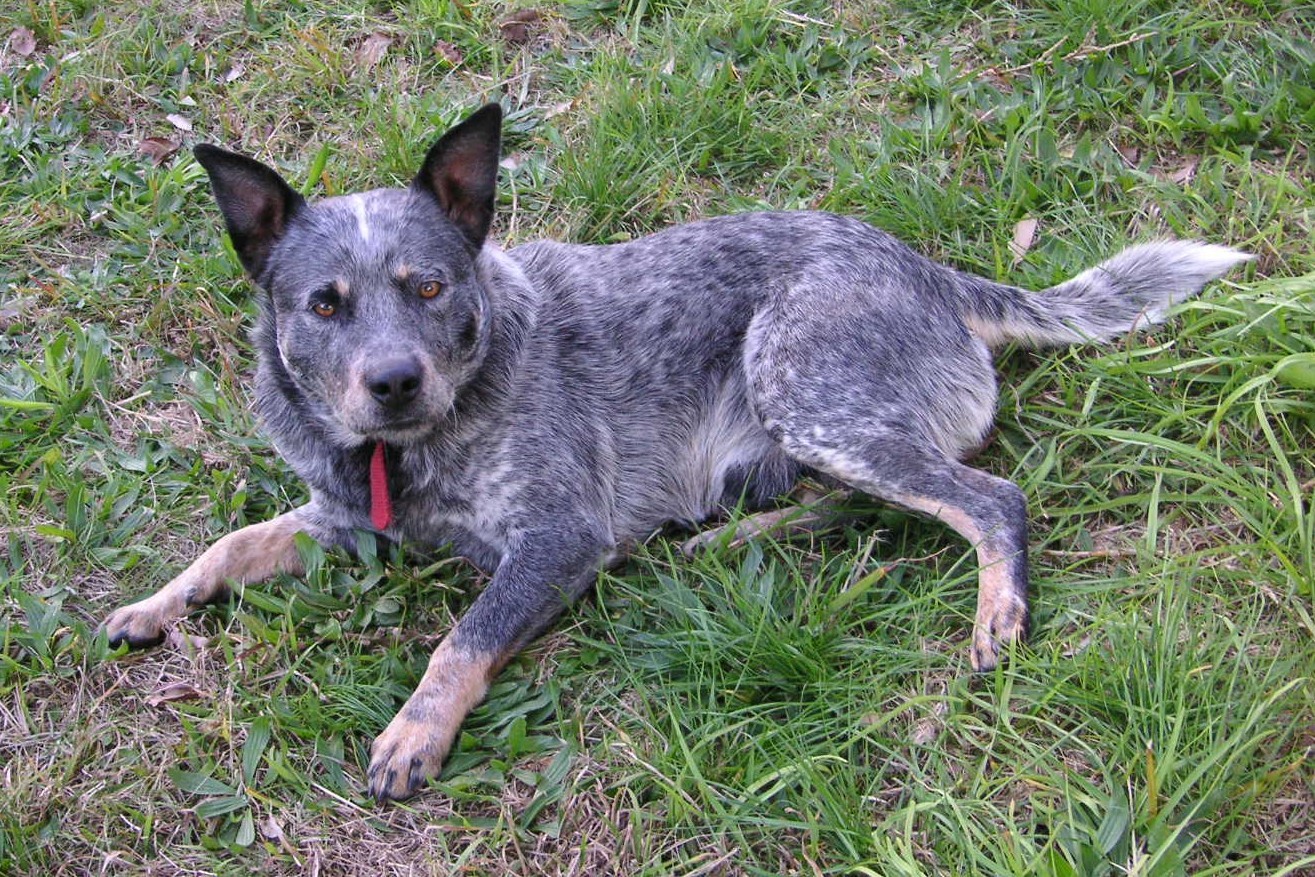
Blue Australian Cattle Dog

#### Grigio
Il colore grigio significa semplicemente una colorazione grigia di qualsiasi sfumatura. Può essere usato come sinonimo alternativo di blu, ma tende a significare qualche altro tipo di grigio rispetto alla diluizione d/d del nero. I sinonimi includono argento, pepe, brizzolato, ardesia, grigio blu-nero, nero e argento, acciaio. I grigi di una dominante polverosa o brunastra sono spesso lilla, una diluizione d/d del fegato, e questa colorazione non ha molto un nome comunemente riconosciuto. In varie razze, è chiamato lavanda, fulvo argento, isabella, fulvo, café au lait o beige argento.
Nei Poodles, un blu è un grigio acciaio molto scuro che sbiadisce molto lentamente, mentre un argento è un grigio più chiaro e più chiaro che può variare da un platino pallido a un grigio acciaio. Entrambi sono neri alla nascita con segni minimi per indicare cambiamenti futuri. Allo stesso modo, il café au lait è un beige più lento e più scuro e il beige argento un marrone progressivamente più chiaro e ingrigito, cioè il fegato.

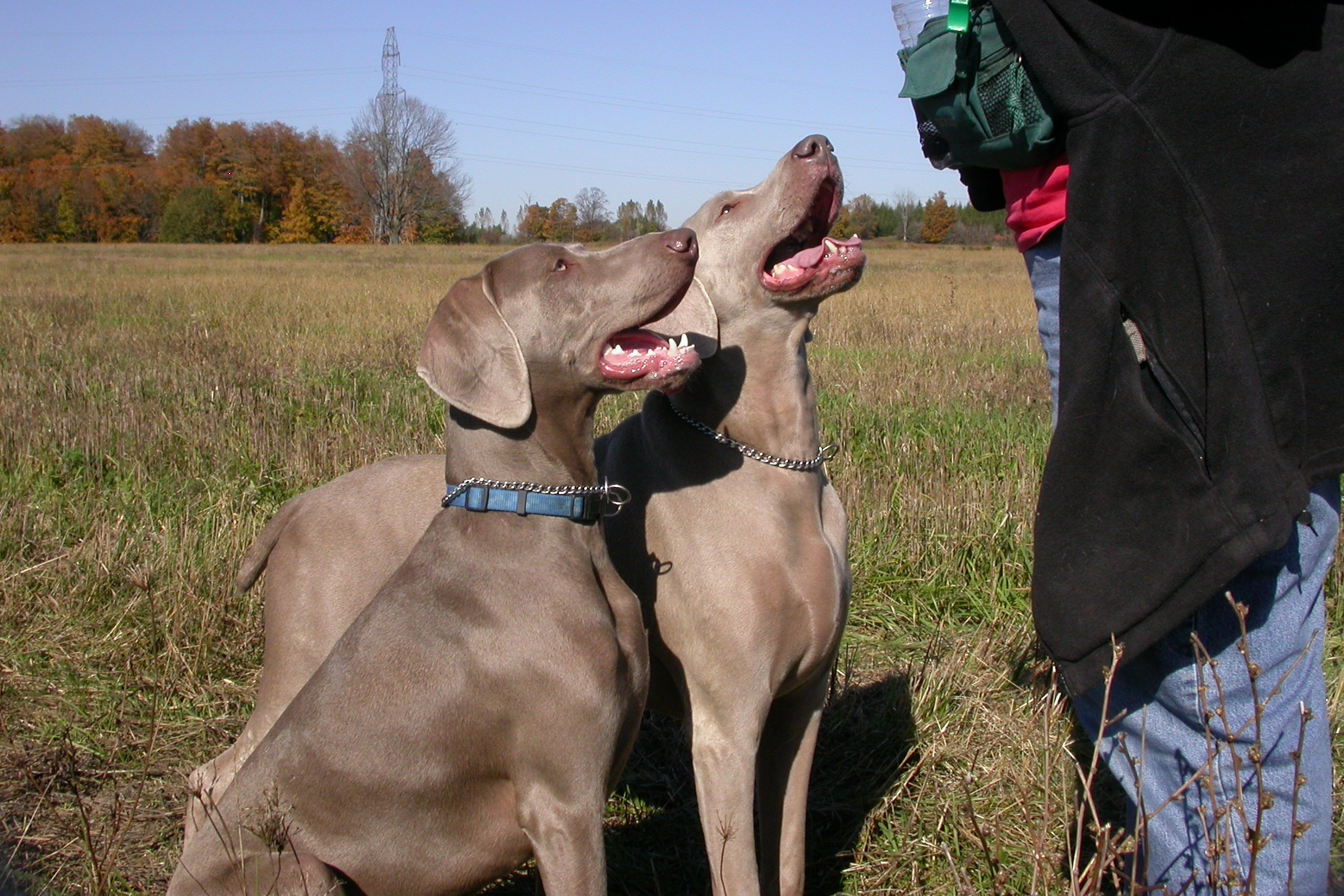
Fulvo più chiaro e più scuro Weimaraners
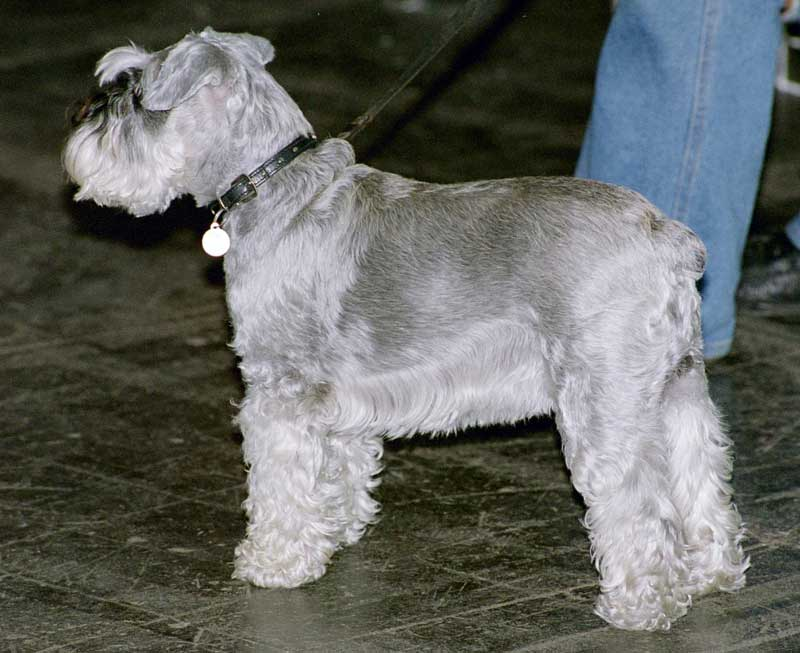
Argento Zwergschnauzer
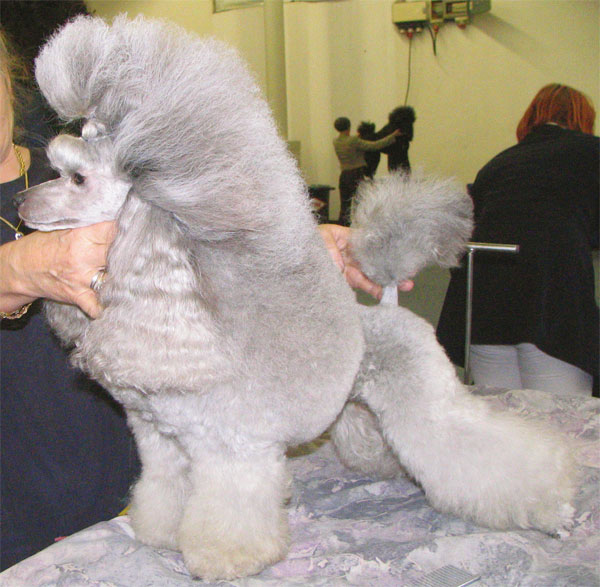
Argento Miniature Poodle
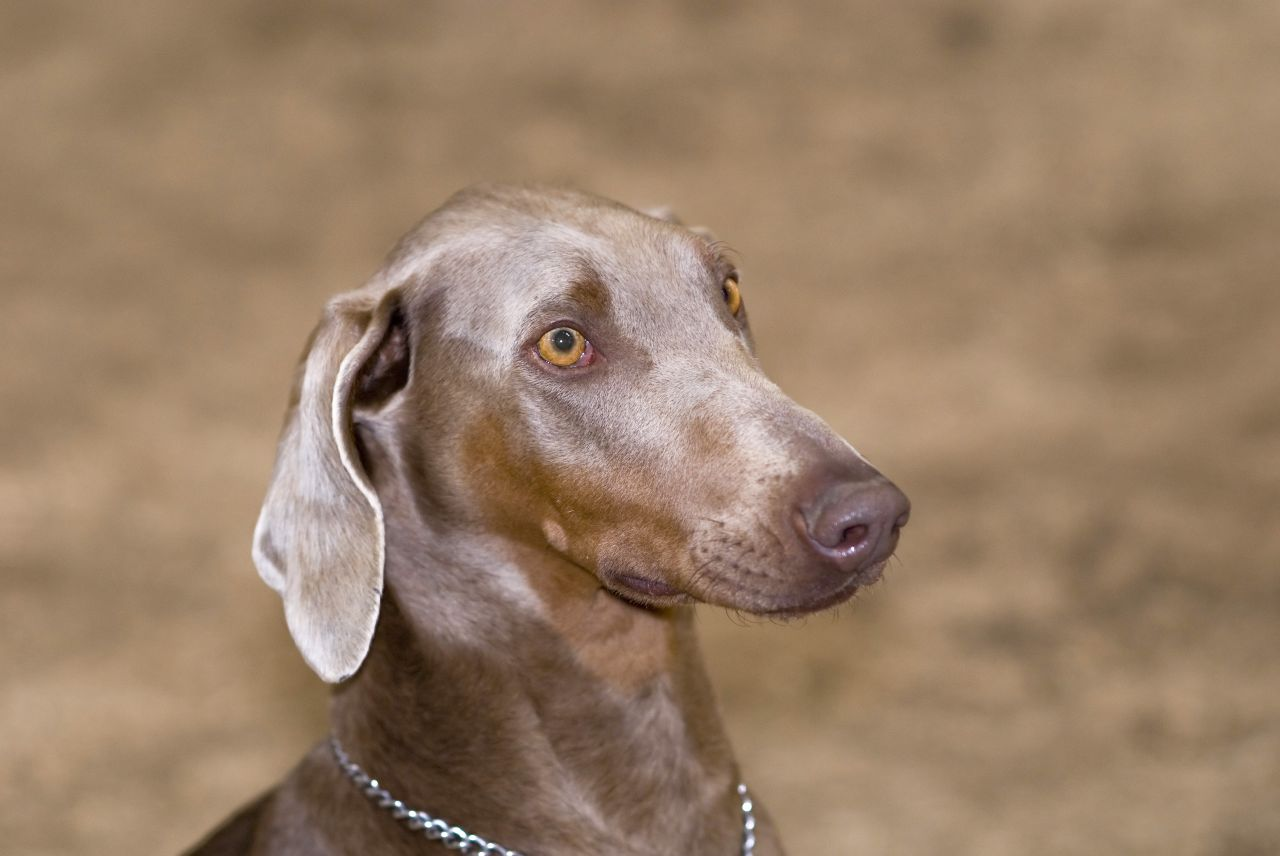
Isabella/fulvo Dobermann

#### Bianco
Il colore Bianco è una crema così chiaro che viene vista e descritta come bianco puro, il che li distingue dai cani albini. Un cane bianco, a differenza di un albino, ha un pigmento scuro intorno ai bordi degli occhi e al naso, spesso accoppiato con occhi di colore scuro. C'è spesso del mantello identificabile come crema tra le scapole del cane. Anche i cani pezzati estremi possono apparire tutti bianchi, ma sono causati da un fattore separato. Il colore bianco può essere il risultato di diverse formule genetiche.

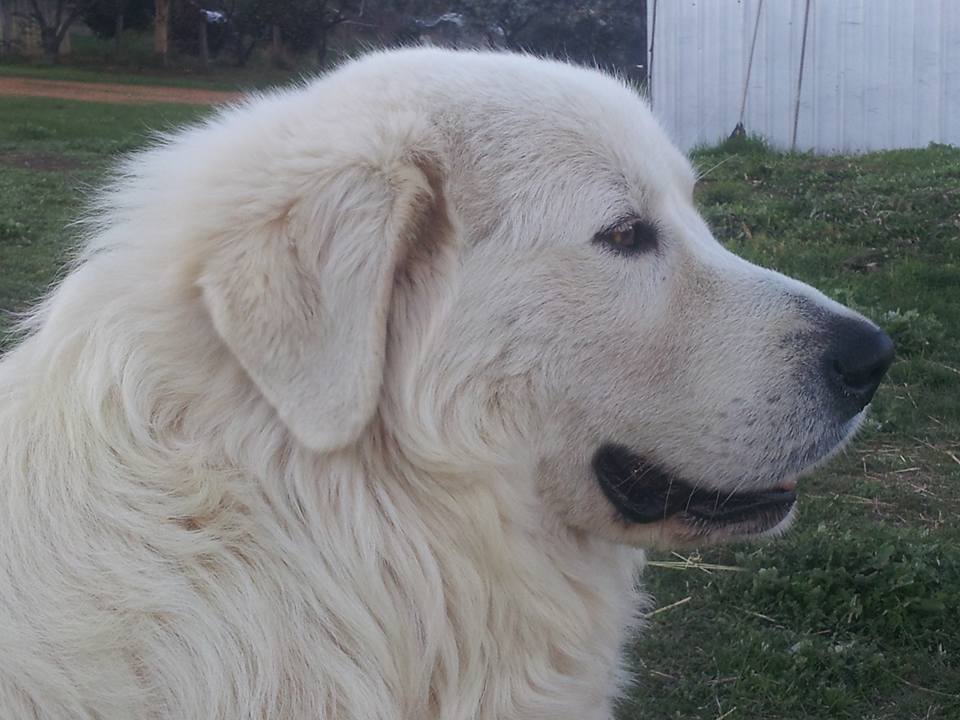
Bianco Cane da pastore maremmano abruzzese
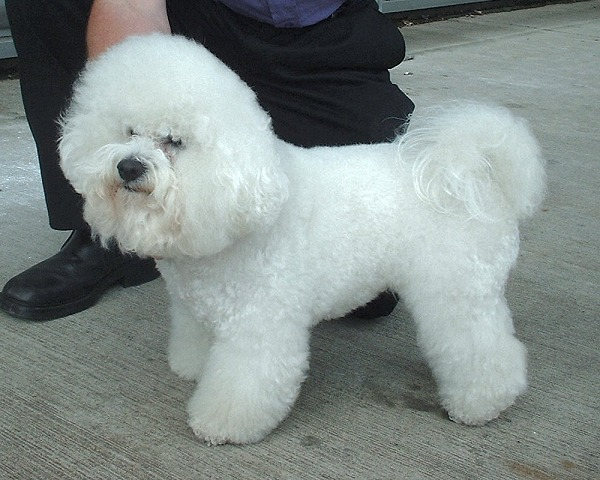
Bianco Bichon Frisé
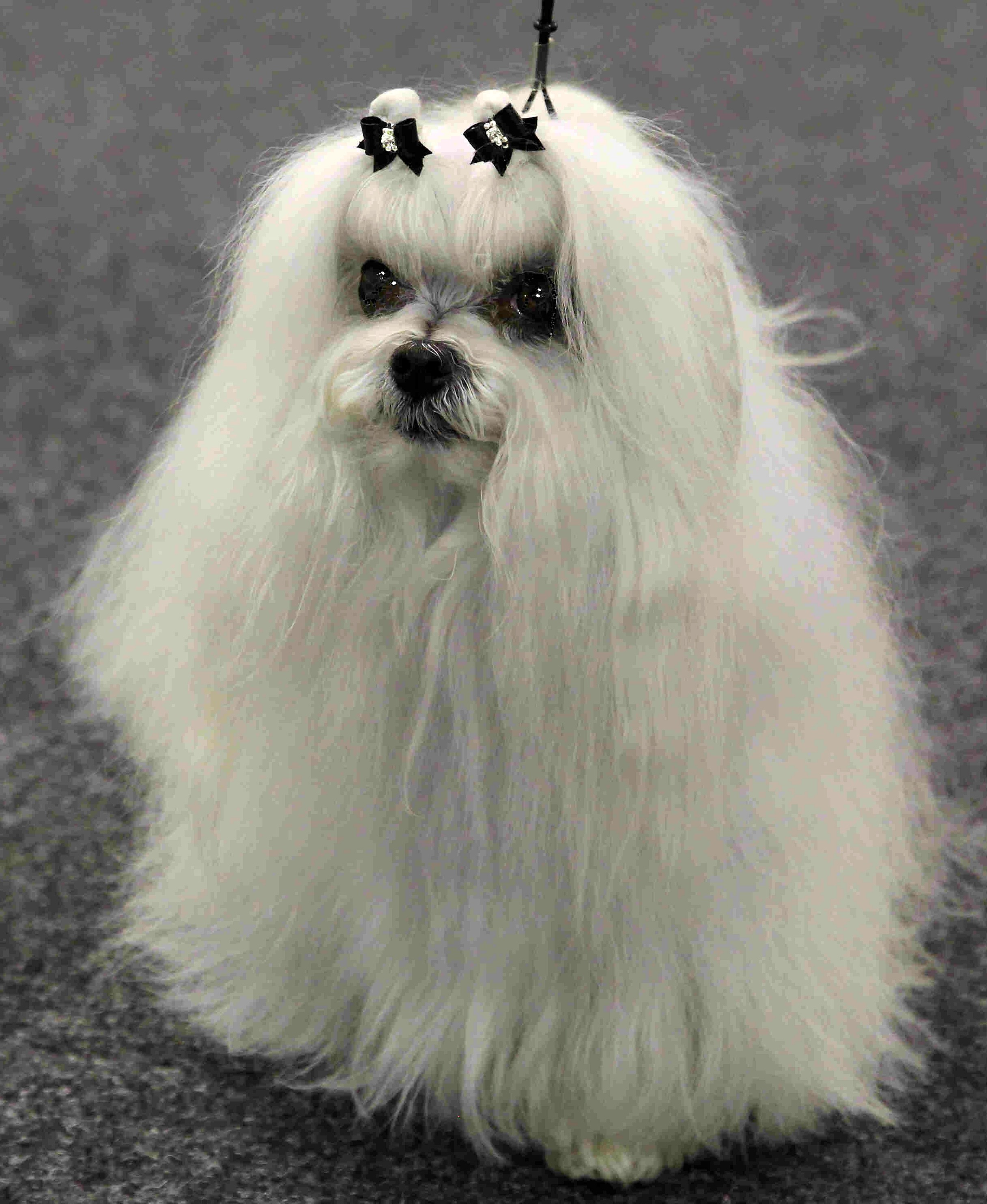
Bianco Maltese
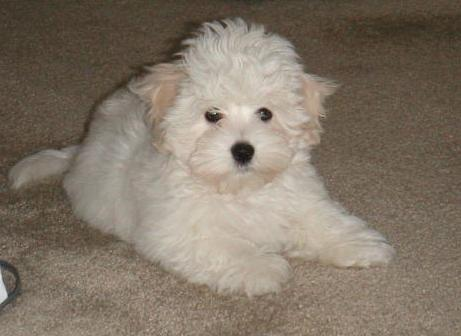
Bianco Coton de Tuléar cucciolo
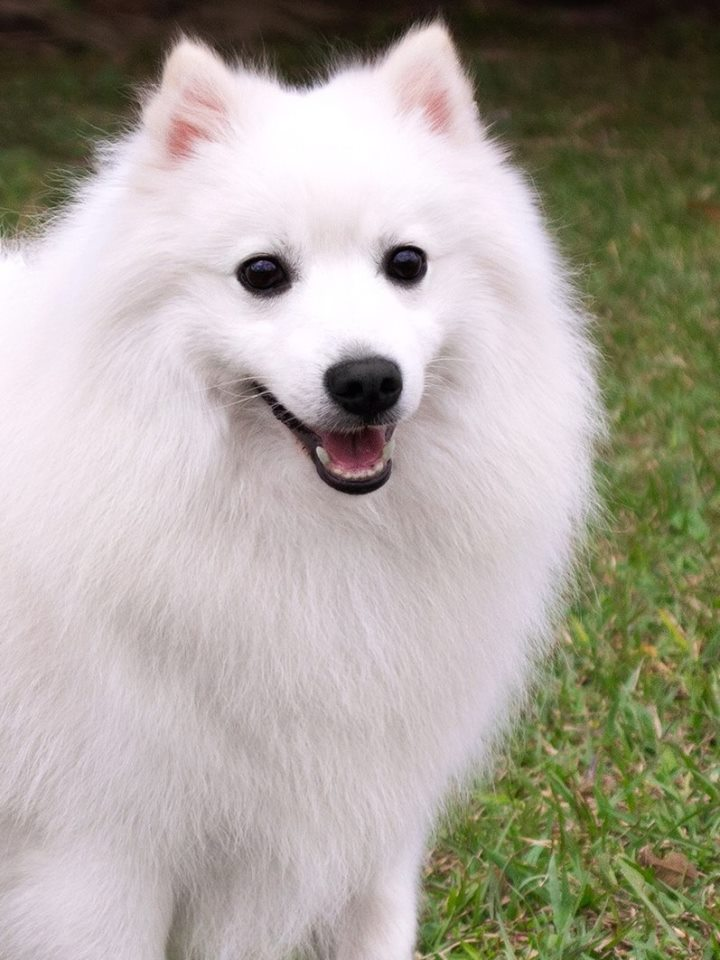
Bianco Spitz giapponese
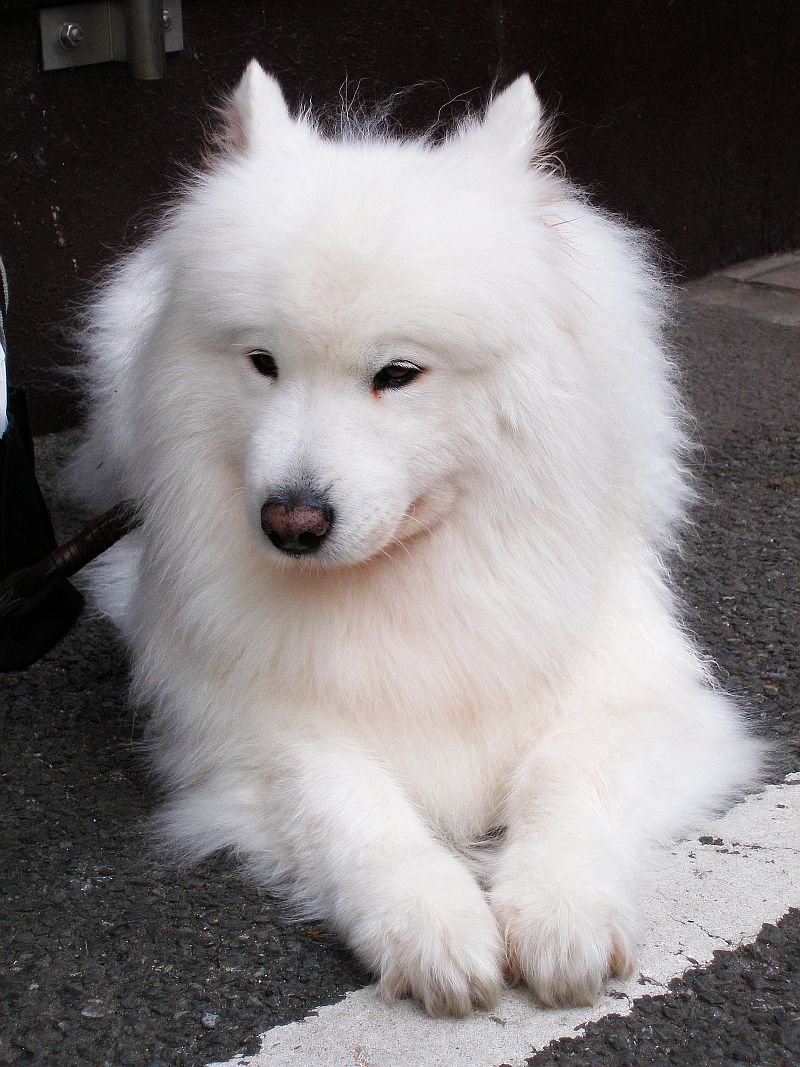
Samoiedo
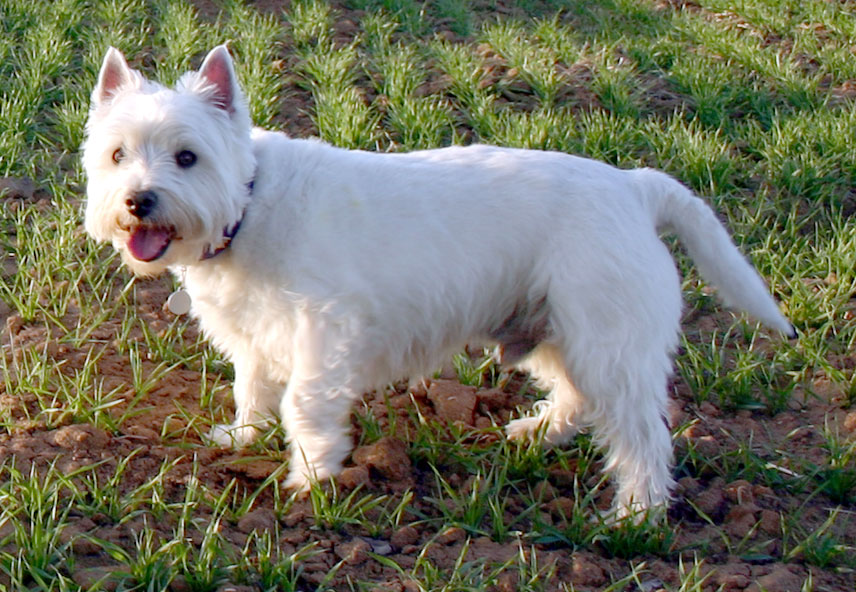
West Highland White Terrier

### Modelli o disegni
Lo stesso modello o disegno può essere indicato in modo diverso nelle diverse razze.
| Nero focato Dachshund                                    | Nero focato Miniature Pinscher                                  | Nero focato, fegato focato, blu focato: il mantello ha entrambi i colori ma in aree ben definite e separate, di solito con il colore più scuro sulla maggior parte del corpo e marrone chiaro (varianti rossastre) sotto e in punti salienti come le sopracciglia. Sono anche possibili, ma meno comuni, il nero e il tigrato e il fegato e il tigrato, in cui lo stesso schema è evidente con il tigrato al posto dell'abbronzatura. |
| Bianco e nero Border Collie                              | Blenheim (rosso-marrone e bianco) Cavalier King Charles Spaniel | Pezzato (chiamato anche bicolore, tricolore, macchiato irlandese, appariscente, rappezzato, smoking): qualsiasi colore o motivo accoppiato a macchia bianca. Questo può variare dalle dita dei piedi e coda bianca a un cane prevalentemente bianco con colore intorno alla base delle orecchie e della coda. Alcune razze hanno nomi speciali per le combinazioni di colori; per esempio, il Cavalier King Charles Spaniel usa Blenheim per il marrone rossastro (castano) e il bianco. Il motivo maculato o appariscente irlandese è simmetrico e include un petto bianco, una fascia bianca intorno al collo, la pancia bianca e piedi o "stivali" bianchi. Questo modello è comunemente visto nei cani da pastore e nei Boxer, tra gli altri. Un gene pezzato è responsabile di questo modello. |
| Pezzatura estrema Borzoi with small colored patches      | Pezzato bianco Dogo argentino                                   | Pezzato estremo o bianco pezzato: un ampio motivo pezzato che rende il cane prevalentemente o tutto bianco con la pelle rosa. Di solito rimangono dei granelli pigmentati. Governato dal un gene che esprime il Piebaldismo o pezzatura. |
| Tricolore Basset Hound                                   | Tricolore Beagle                                                | Tricolore: quando si hanno tre colori chiaramente definiti, di solito nero, fegato o blu sulle parti superiori del cane, bianco sotto, con un bordo marrone chiaro tra e riflessi marrone chiaro; ad esempio, lo Smooth Collie, il Rough Collie, il Papillon o il Sheltie. Tricolore può anche riferirsi a un cane il cui mantello è rattoppato, di solito di due colori (come nero e marrone chiaro) su uno sfondo bianco. |
| Blue merle tricolor Shetland Sheepdog                    | Red merle Catahoula Leopard Dogs                                | Merle: mantello marmorizzato con macchie e macchie più scure del colore specificato. Merle è indicato come "Dapple" nei Bassotti. |
| Tuxedo Jack-A-Poo                                        | Tuxedo American Pit Bull Terrier                                | Tuxedo (tipo smoking): Solido (spesso nero) con una pezza bianca (parte anteriore della camicia) sul petto e sul mento e bianco su alcuni o tutti i piedi (ghette). Il motivo smoking è comune nei cani che portano un solo gene pezzato (un portatore eterozigote). |
| Arlecchino Alano                                         | Arlecchino alano                                                | Arlecchino: macchie "strappate" di nero su bianco. L'Alano è l'unica razza con questo modello. Il termine arlecchino è talvolta usato anche per descrivere un motivo pezzato, come i barboncini colorati. |
| Spotted Dalmata                                          | Spotted su zampe e petto Zerdava, Turchia                       | Spotted o picchettatura: Macchie pigmentate delle dimensioni di una moneta su sfondo bianco. Lo spotting sui cani dalmata è unico conosciuto, esso comporta mutazioni in almeno tre diversi geni di spotting. |
| Red-speckled Australian Cattle Dog                       | Liver-ticked German Shorthaired Pointer                         | Screziato, ticked, maculato: chiamato anche belton nei Setter inglese |
| Orange belton (orange and white speckled) English Setter | Blue speckled Australian Cattle Dog                             | Screziato, ticked, maculato: chiamato anche belton nei Setter inglese |
| Tigrato bianco/marroneBoxer                              | Tigrato rado Great Dane                                         | Tigrato: una miscela di nero/fegato/blu/lilla e rosso/giallo/crema disposti in un motivo verticale a "strisce di tigre". |
| Airedale Terrier con larga sella scura                   | Norwegian Dunker con merle-affected sella nera                  | Sella o coperta: un colore diverso, solitamente più scuro, al centro della schiena. |
| Zibellino arancione scuro Pomeranian                     | Zibellino Pembroke Welsh Corgi                                  | Zibellino: peli con punta nera sovrapposti su uno sfondo di colore diverso e più chiaro, inclusi grigio, argento e oro |
| Hairless Chinese Crested Dog                             | Xoloitzcuintle                                                  | Hairless: Alcuni razze di cani sono senza manto o pelliccia. |

### Lunghezza e consistenza
Vi sono notevoli differenze nella lunghezza e nella consistenza del mantello, dal pelo molto corto e liscio che si vede nei cani Vizsla, al pelo ispido di uno Scottish Terrier e al mantello cordonato del Puli e del Komondor.
Generalmente, i cappotti variano in base a tre categorie: lunghezza (lungo o corto), consistenza (riccio o dritto) e ruvidità (a pelo duro o senza pelo).

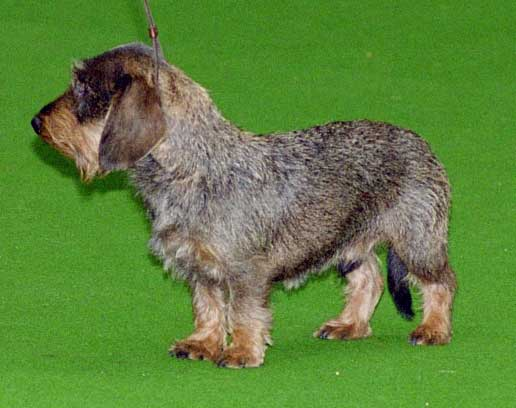
Bassotto a pelo ruvido
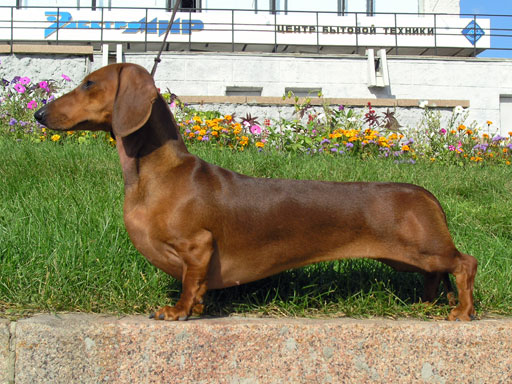
Bassotto a pelo raso
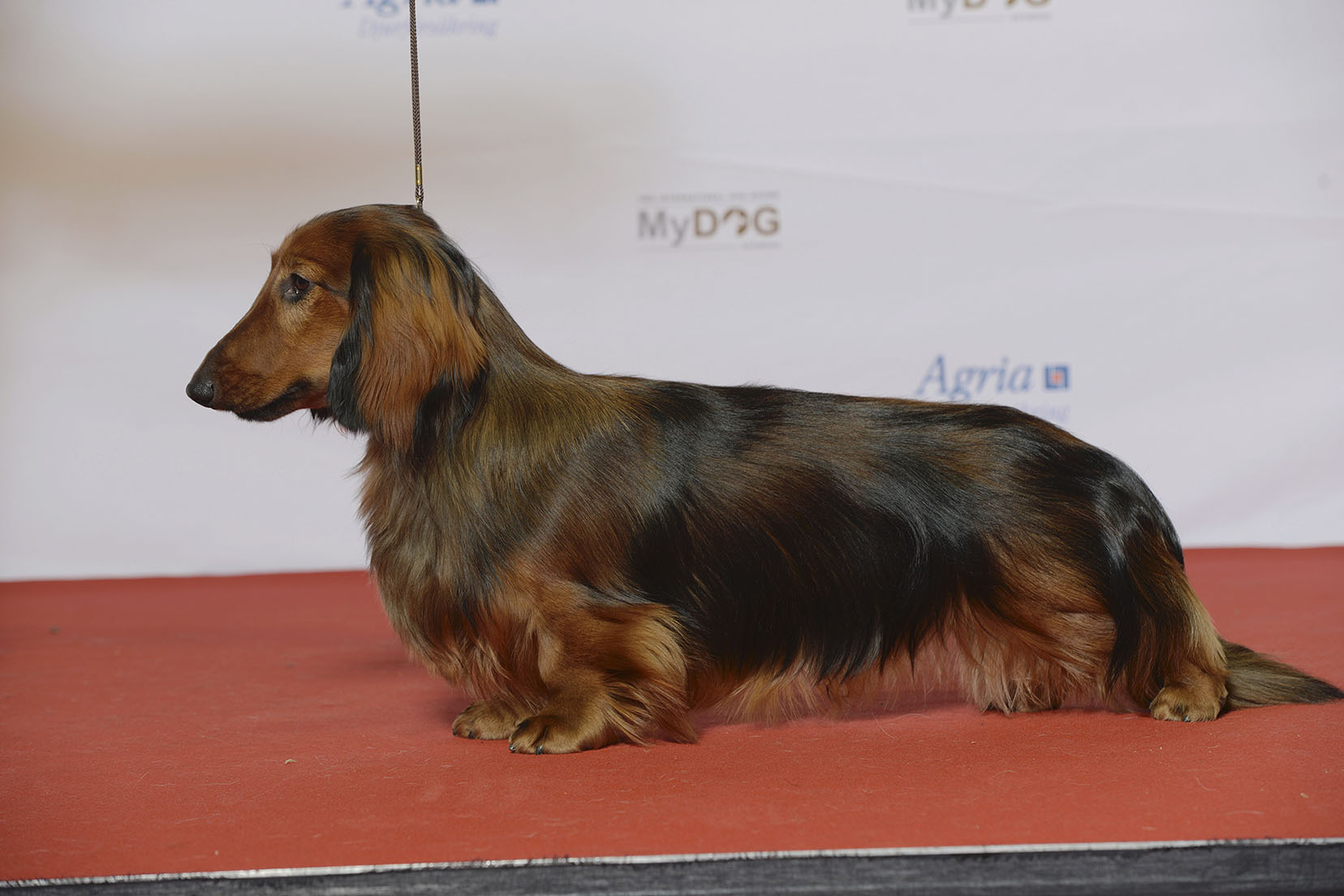
Bassotto a pelo lungo

Queste tre categorie interagiscono tutte tra loro; quindi, si può vedere un mantello corto, riccio e intrecciato nel Griffone a pelo duro e un mantello lungo e liscio nel Pomerania.
Inoltre, le razze mostrano ampie variazioni nei modelli di crescita, tra le varie parti del corpo del cane in cui il mantello può essere più lungo o più corto. Lo stesso gene che controlla l'irregolarità dei capelli fa sì che siano presenti anche gli annessi (es. barba, baffi, sopracciglia).

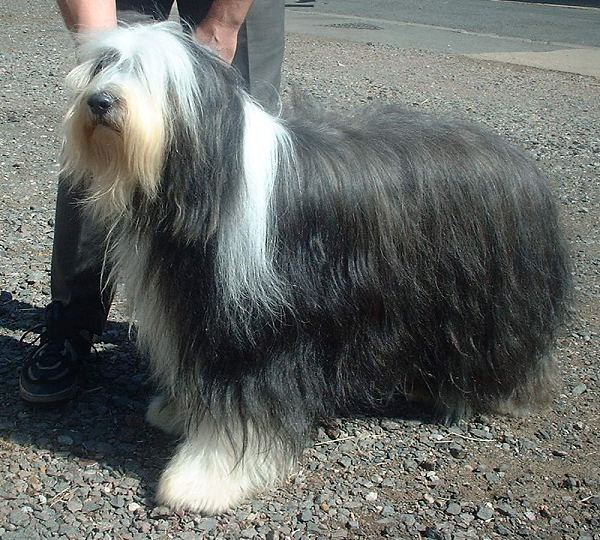
Bearded Collie con peli sul viso
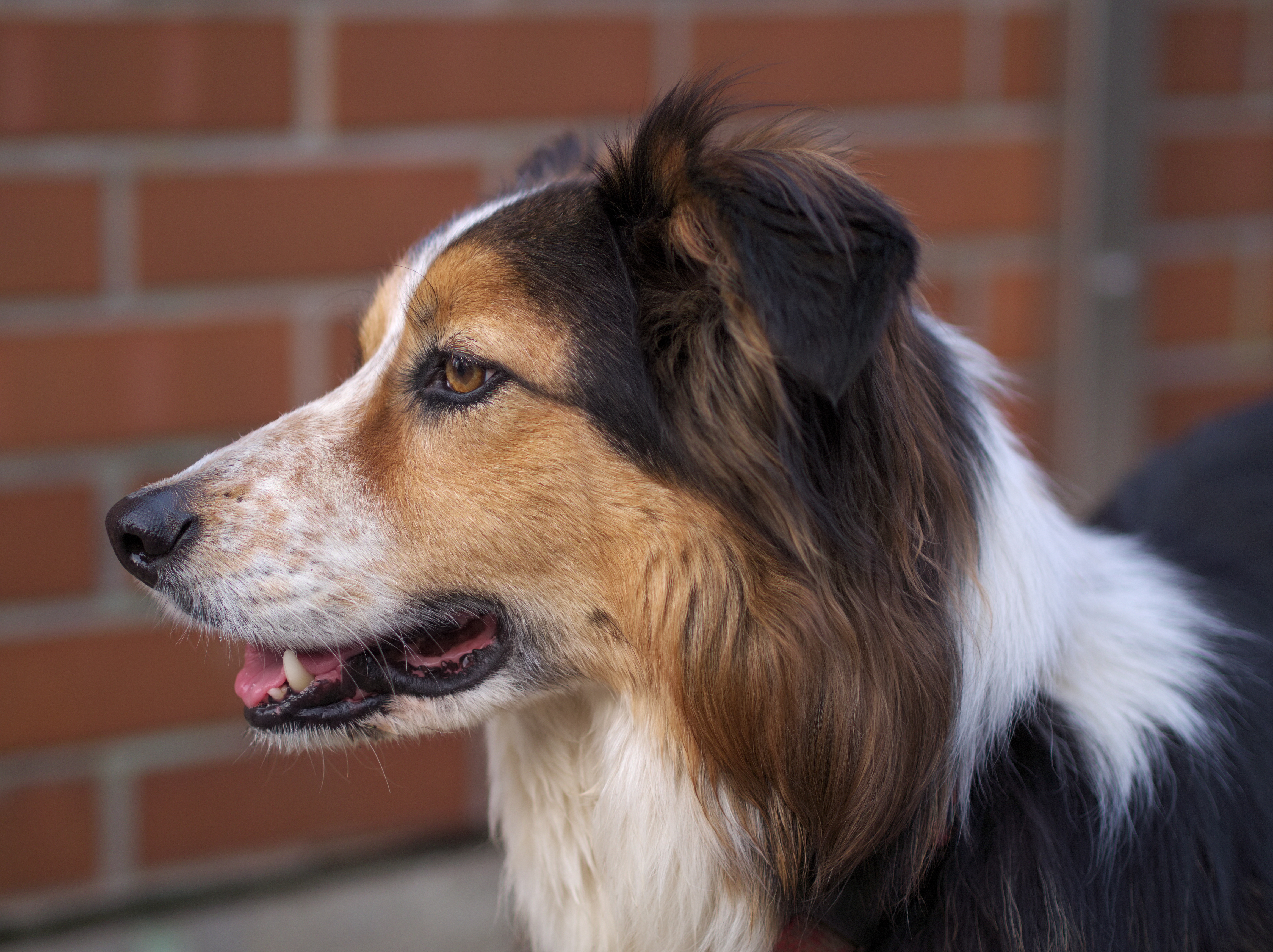
Border Collie senza peli

Alcune razze mostrano inoltre frange di pelo più lungo sulle orecchie, ventre, coda e parte posteriore delle gambe (ad es. Saluki e qualsiasi setter).
I cani variano anche nello spessore del sottopelo. Alcuni cani hanno solo un mantello singolo (anziché doppio) o un sottopelo molto ridotto (ad esempio il Vizsla), che si traduce in un mantello più sottile. Alcune razze, in particolare le razze di tipo spitz, tendono ad avere un sottopelo più spesso, che aiuta a trattenere il calore in climi freddi e umidi.
Inoltre, in razze come la Chinese crested dog o la Xoloitzcuintle sono completamente glabri su parti del corpo o sull'intero corpo.
Si sa relativamente poco sui geni che influenzano il modello di crescita, la lunghezza e l'arricciatura del mantello. 
Negli Stati Uniti sono stati identificate mutazioni distinte in tre geni: RSPO2, FGF5 e KRT71 che codificando rispettivamente R-spondina–2, fattore di crescita dei fibroblasti–5 e cheratina-71, che insieme rappresentano la maggior parte dei fenotipi del mantello nei cani di razza in quel paese. Ne consegue che verosimilmente una serie di fenotipi diversi e apparentemente complessi può essere il risultato combinatorio di solo pochi geni.
| Fenotipo                          | FGF5 | RSPO2 | KRT71 | Razza               |
| --------------------------------- | ---- | ----- | ----- | ------------------- |
| Corto                             | -    | -     | -     | Basset Hound        |
| Diritto (filo metallico)          | -    | +     | -     | Australian Terrier  |
| Pelo “riccio”                     | -    | +     | +     | Airedale Terrier    |
| Peli lunghi                       | +    | -     | -     | Golden retriever    |
| Peli lunghi e morbidi con annessi | +    | +     | -     | Bearded Collie      |
| Peli lunghi e ricci               | +    | -     | +     | Irish water spaniel |
| Peli lunghi e ricci con annessi   | +    | +     | +     | Bichon à poil frisé |

Va precisato che nessuna delle mutazioni indicate è stata trovata in lupi grigi o nei cani a pelo corto, indicando che i cani a pelo corto portano gli alleli ancestrali.
Inoltre, «aplotipi identici che circondano le varianti in tutti i cani che mostrano lo stesso tipo di mantello suggerisce che si è verificata una singola mutazione per ciascun tratto ed è stata trasferita più volte a razze diverse attraverso l'ibridazione.» «Perché la maggior parte delle razze probabilmente ha avuto origine negli ultimi 200 anni».

## Genetica

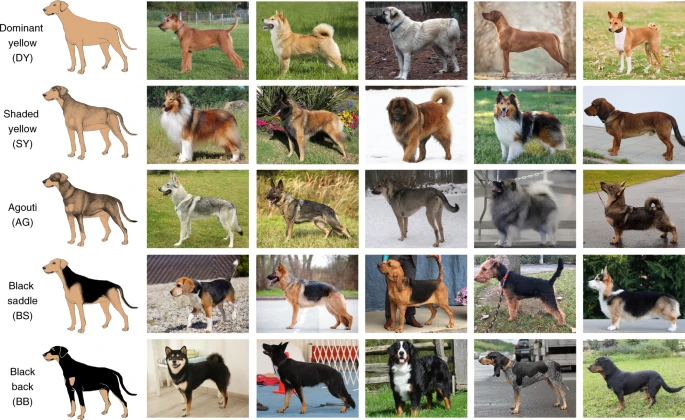
Modelli di mantello controllati dal locus genico ASIP.

I cani hanno una vasta gamma di colori, modelli, trame e lunghezze del mantello.
Il colore del mantello del cane è governato dal modo in cui i geni vengono trasmessi dai cani ai loro cuccioli e da come questi geni vengono espressi in ciascun cane. I cani hanno circa 19.000 geni nel loro genoma ma solo una manciata influenza le variazioni fisiche dei loro mantelli. La maggior parte dei geni provengono in coppia, uno dalla madre del cane e l'altro da suo padre. I geni di interesse hanno più di un'espressione (o versione) di un allele. Di solito esiste solo uno, o un piccolo numero, di alleli per ciascun gene. In qualsiasi locus genico un cane sarà omozigote dove il gene è composto da due alleli identici (uno di sua madre e uno di suo padre) o eterozigote dove il gene è costituito da due diversi alleli (uno ereditato da ciascun genitore).
Ogni follicolo pilifero è circondato da molti melanociti (cellule del pigmento), che producono e trasferiscono il pigmento melanina in un capello in via di sviluppo. Il pelo del cane è colorato da due tipi di melanina: eumelanina (marrone-nero) e feomelanina (rosso-giallo). Un melanocita può essere segnalato per produrre uno dei due colori della melanina.
I colori del mantello del cane provengono da modelli di:
- Eumelanina: pigmento nero, marrone cioccolato, grigio o tortora;
- Feomelanina: pigmento marrone chiaro, comprese tutte le sfumature di pigmento rosso, oro e crema; e/o
- Mancanza di melanina: bianco (senza pigmento).

Al 2022, sono stati trovati 15 geni nel genoma canino come causa del colore del mantello. 
Ciascuno di questi ha almeno due alleli conosciuti. L'insieme, di questi geni spiegano la variazione del colore del mantello osservata nei cani. Ogni gene ha una posizione univoca e fissa, nota come locus genico, all'interno del genoma del cane.